# نارنجستان قوام

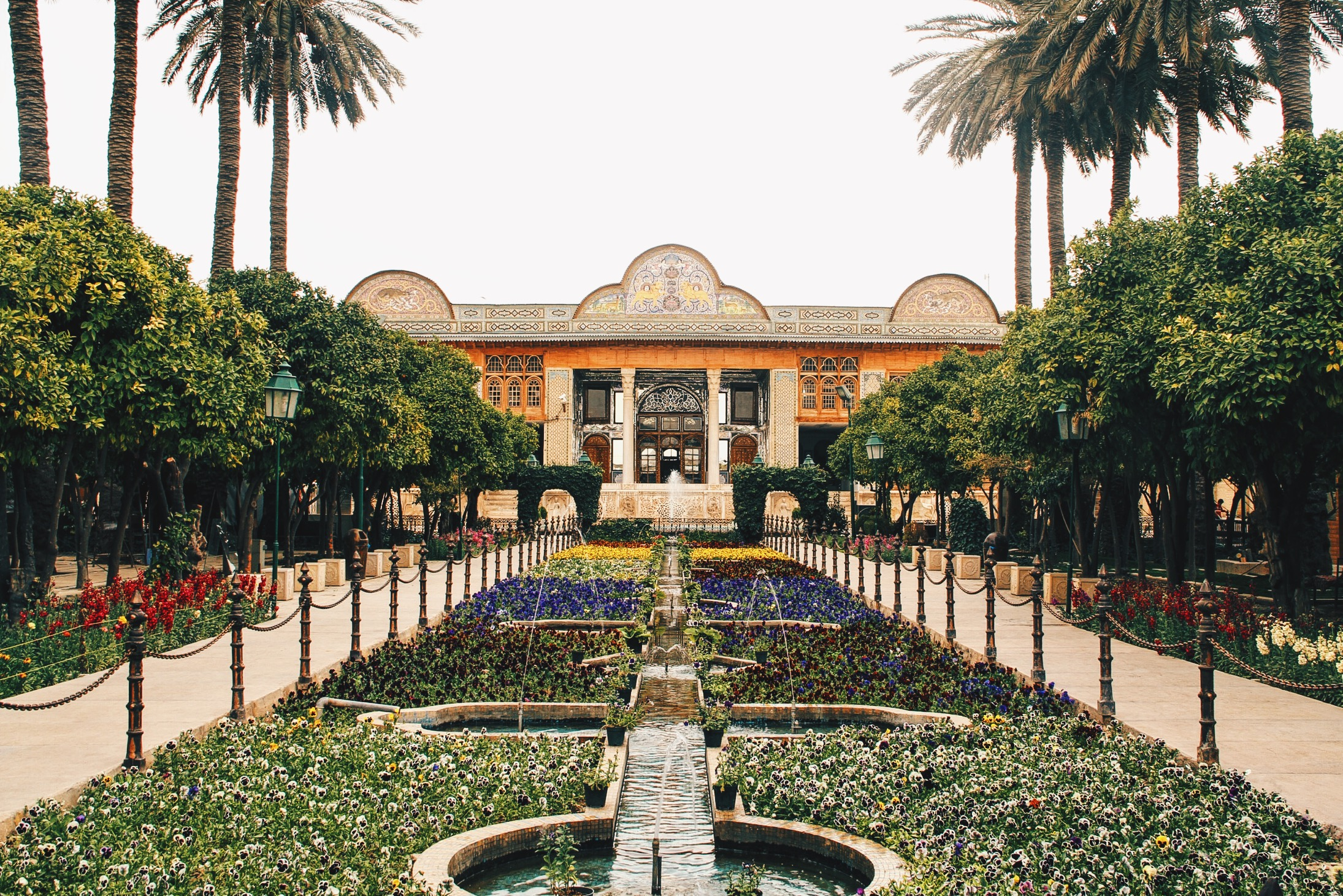
نمایی از باغ نارنجستان قوام

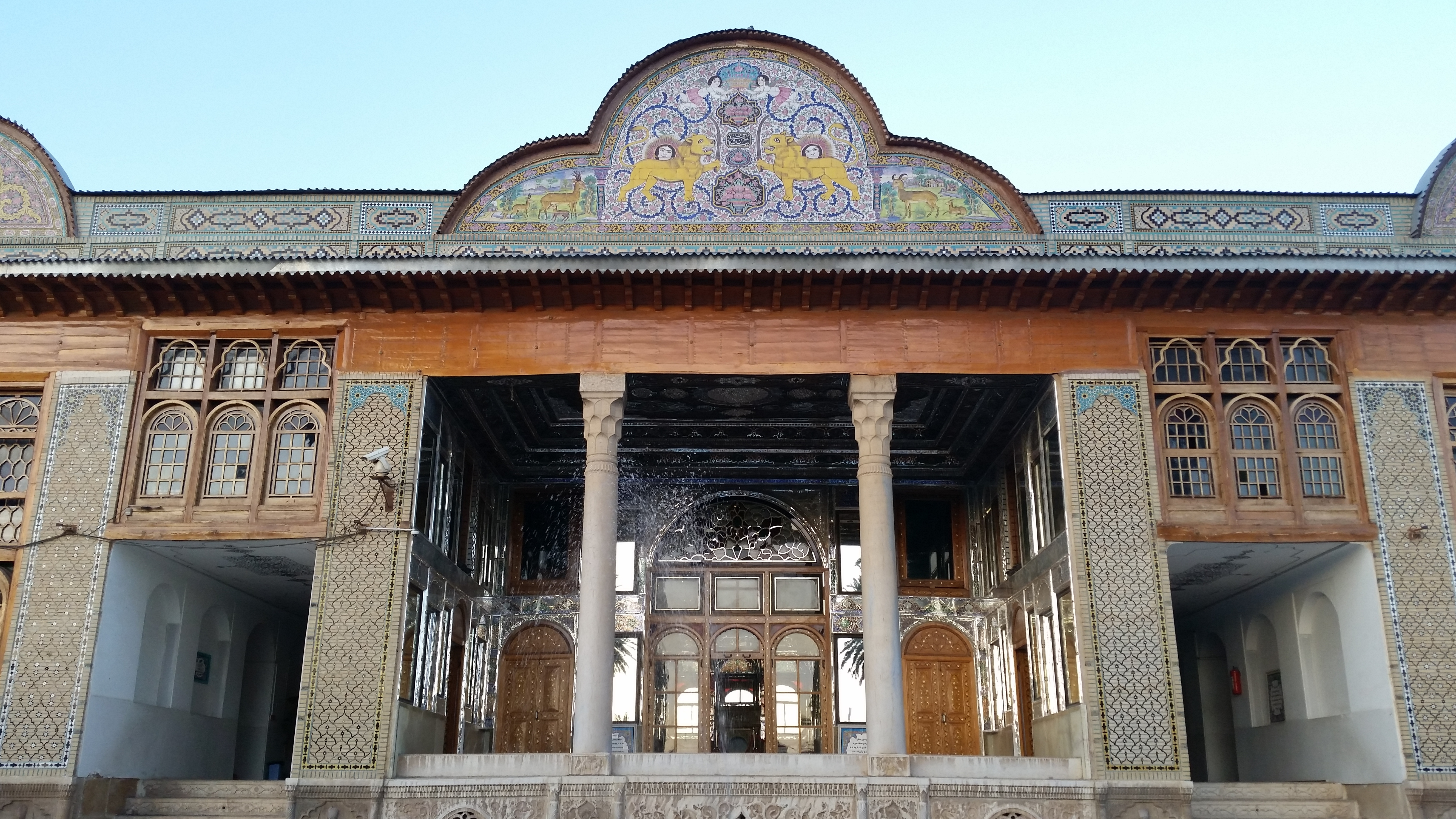
نمایی از عمارت باغ نارنجستان قوام

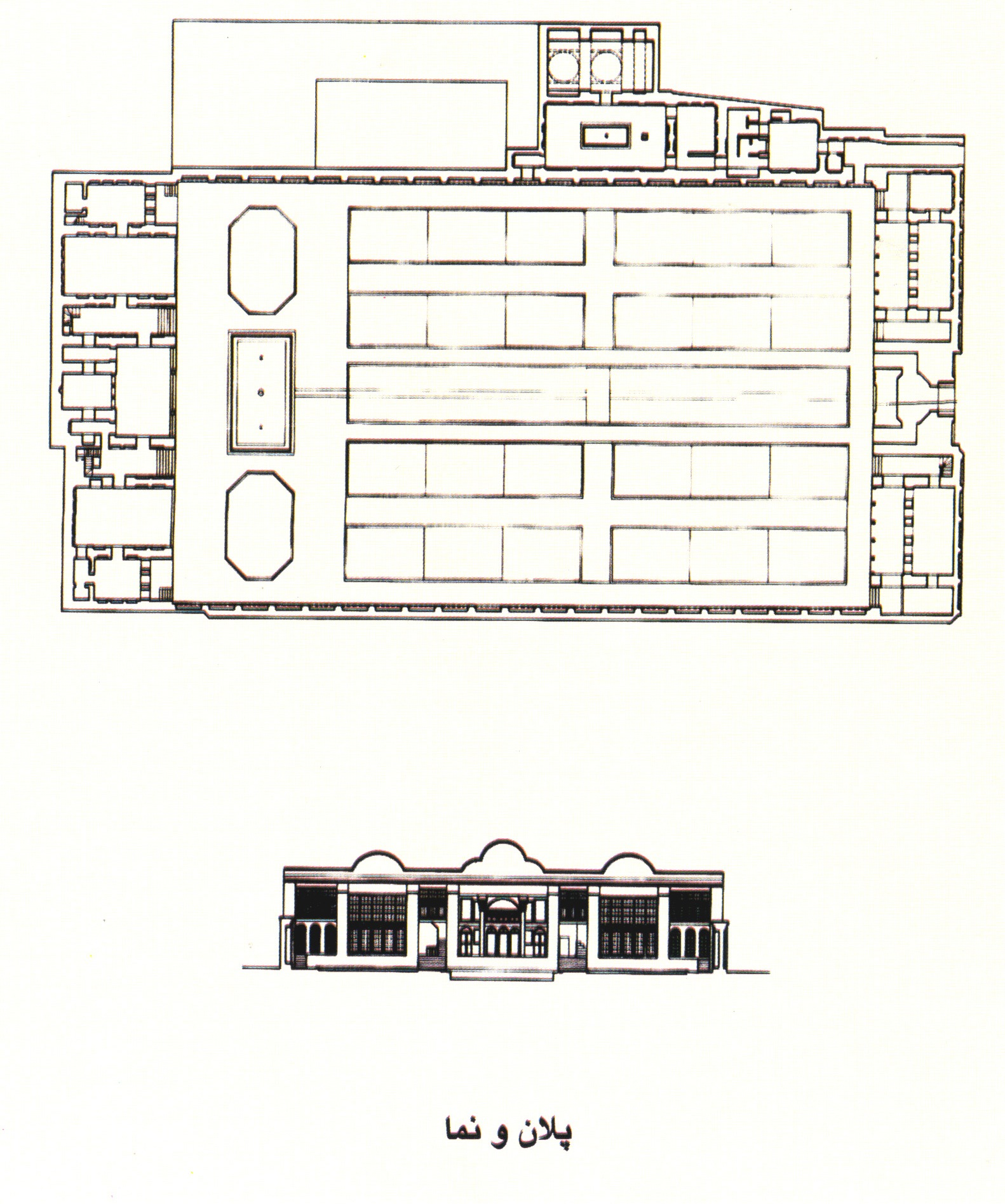
پلان و نما - نارنجستان قوام

خانهٔ قوام یا باغ نارنجستان قوام در دورهٔ قاجار محل اقامت حاکم شیراز بود. این عمارت توسط چند نسل از خاندان قوام پی‌ریزی، احداث و تکمیل شد. لقب «نارنجستان» هم از درختان نارنج حیاط این عمارت می‌آید. امروزه این مکان با عنوان موزهٔ نارنجستان در اختیار دانشگاه شیراز قرار دارد. خانهٔ قوام بین سال‌های ۱۳۴۸ تا ۱۳۵۸ هجری خورشیدی مورد استفادهٔ مؤسسه آسیایی دانشگاه پهلوی، تحت سرپرستی آرتور اپهام پوپ، ایران‌شناس معروف بود. در سال‌های اخیر زیرزمین ضلع شمالی تعمیرات اساسی شده و به عنوان موزه مورد استفاده قرار گرفته که در آن اشیای فرهنگی اهدایی پروفسور پوپ نگهداری می‌شود.

## مکان نارنجستان قوام
این باغ از عمارات دوره قاجاریه شیراز است که در محله بالا کفت و در قسمت شرقی انتهای خیابان لطفعلی‌خان زند واقع است. این محدوده تقریباً در نقطه انتهایی و شرقی شهر قدیم و در جایی که در گذشته دروازه دولت، دروازه منذر و کل شیخ ابوذرعه قرار داشته‌اند، استقرار دارد.

## تاریخچه
نسب خاندان قوام شیرازی به حاج ابراهیم خان کلانتر وزیر کریم‌خان زند بازمی‌گردد. حاج ابراهیم خان کلانتر بر اساس منابع زیادی یهودی بوده‌است. در زمان لطفعلی‌خان زند حاج ابراهیم خان به وی خیانت کرده و موجبات کشته شدن وی و پایان حکومت زندیه را فراهم می‌کند.
پس از به کرسی نشستن آقا محمد خان، حاج ابراهیم خان قدرت زیادی پیدا کرده و اقوام خود را در ولایات مختلف فارس ساکن و در پست‌های مختلف منصوب می‌کند. پس از مدتی اطرافیان فتحعلی‌شاه کودتا کرده و ایشان را نسبت به حاج ابراهیم خان بدگمان و بدبین می‌کند تا جایی که او دستور به قتل حاج ابراهیم خان کلانتر و همه افراد خانواده‌اش می‌دهد.
از کل خانواده او تنها پسری به نام علی اکبر بر جای می‌ماند که به دلیل داشتن بیماری سل کشته نمی‌شود و بیماری او بعدها بهبود می‌یابد. در سفر فتحعلی‌شاه به شیراز علی اکبر خود را به او معرفی کرده و یادآور می‌شود که ایشان تمام خانواده او را کشته‌اند. فتحعلی‌شاه که از کردار خود تا حدودی پشیمان بوده‌است؛ او را مورد محبت خویش قرار می‌دهد و به او لقب قوام‌الملک را می‌دهد و وی را به عنوان والی شیراز برمی‌گزیند.
پس از مرگ او پسرش علی‌محمد خان قوام‌الملک به حکومت رسید و عملیات شروع به ساخت خانه قوام در این دوره آغاز شد و در دوره قوام بعدی یعنی محمدرضا خان قوام‌الملک، خانه به بهره‌برداری رسید. نارنجستان قوام، بیرونی خانه قوام بوده‌است که از زیرزمین به خانه قوام (اندرونی) راه داشته‌است و از آن برای کارهای دیوانی، اداری و همچنین پذیرایی از مهمان‌ها استفاده می‌کردند. پس از مرگ محمدرضا خان، این خانه به پسر او حبیب‌الله خان قوام‌الملک و پس از او نیز به فرزندش ابراهیم خان قوام‌الملک رسید.
باغ قوام که امروزه به دلیل وفور درختان نارنج در آن، نارنجستان قوام هم نامیده می‌شود؛ در محله بالا کفت و تقریباً در قسمت شرقی انتهای خیابان لطفعلی خان زند واقع است. این باغ و عمارت آن از جمله زیباترین و ارزشمندترین آثار دوره قاجاریه محسوب می‌گردد. احداث باغ و مجموعه بناهای آن به وسیلهٔ علی‌محمد خان قوام‌الملک آغاز شده و در سال ۱۳۰۰ قمری به وسیلهٔ فرزند وی محمدرضا خان قوام‌الملک تکمیل شده‌است. محمدرضا خان بانی باغ و عمارت مزبور در آن دوره با حسین قلی خان نظام السلطنه والی فارس زد و خوردهای خونینی کرده و از محمد تقی میرزا رکن‌الدوله برادر ناصرالدین شاه چوب خورده و مدت‌ها در تهران و دیگر شهرها در حال تبعید و سرگردانی به سر برده‌است. پس از قوام‌الملک سال‌های پیشین به وسیلهٔ ابراهیم قوام که از اخلاف محمدرضا خان است تغییراتی در ساختمان‌های مزبور انجام گرفته و به عنوان موزه و مرکزی برای فعالیت‌های هنری و فرهنگی به دانشگاه شیراز اهدا شده‌است.
دانشگاه شیراز این محل را به مؤسسه آسیایی واگذار نموده و مؤسسه آسیایی نیز با استفاده از کمک‌های بخش فرهنگی سازمان برنامه و منابع دیگر تعمیرات مفصلی را در آنجا انجام داده و هنرمندان و صنعتگران شیرازی و اصفهانی و تهرانی هم بنحو ماهرانه و مطلوبی این بنای ارزشمند را مرمت نموده‌اند. هم‌اکنون در کتابخانه این مرکز مجموعه کتاب‌هایی که به وسیلهٔ پروفسور پوپ به دانشگاه شیراز اهدا شده نگهداری می‌شود.

## توصیف محوطه

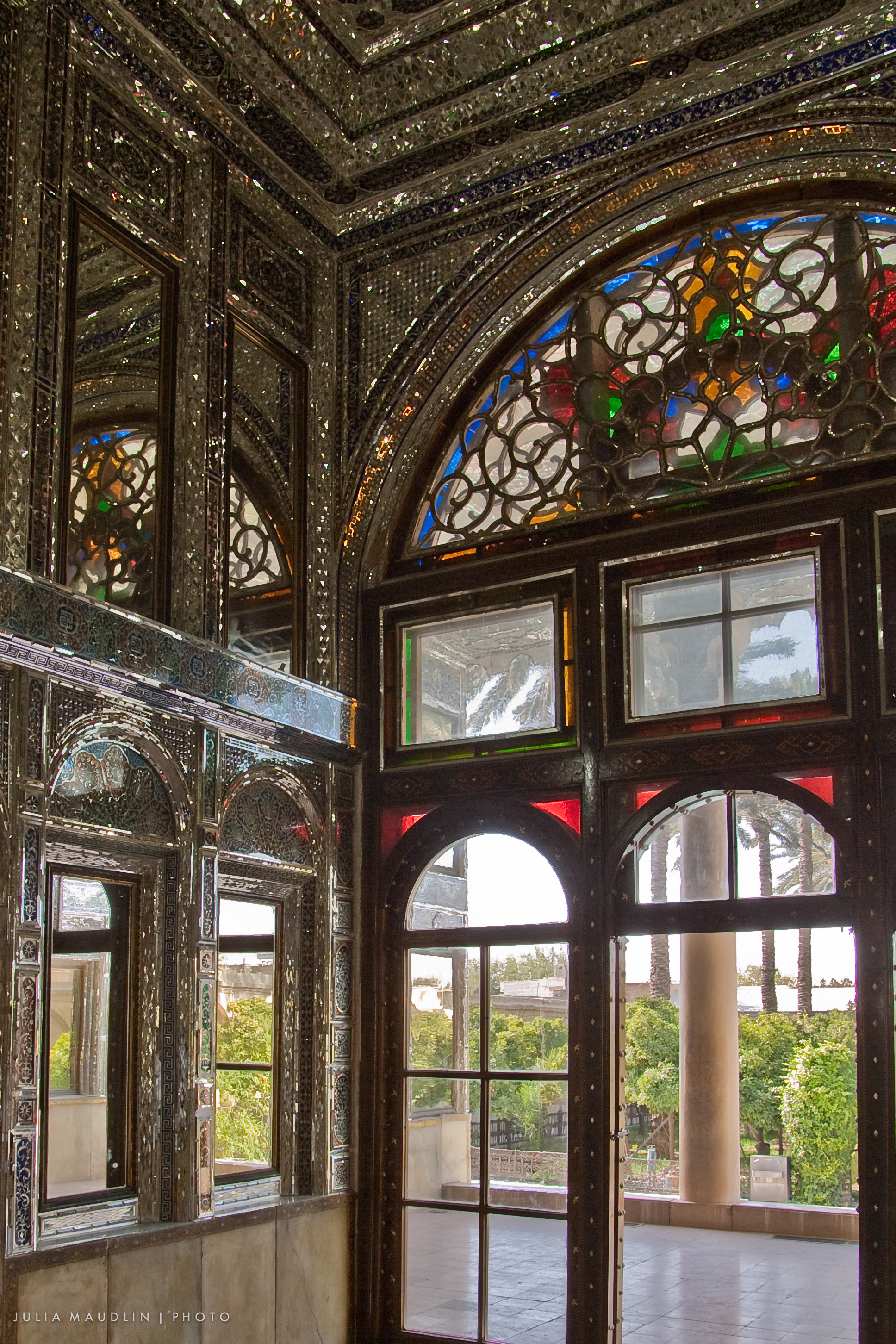
تالار آینه باغ نارنجستان قوام

فرصت الدوله شیرازی در کتاب آثار عجم باغ قوام را بدین صورت توصیف کرده‌است:
باغ قوام در محله بالا کفت، بنیاد آن را مرحوم میرزا علی محمد خان قوام الملک نهاده و جناب قوام الملک حالیه باتمام رسانیده، این باغ محل جلوس و حکم معزی الیه است. در سمت شرقی آن تالاری است شاهانه، در دو جنب آن دو راهرو و در جنب آن‌ها دو ارسی پنج دهنه ملوکانه و در دو جنب آن‌ها دو ایوان، تمام عمارات مذکور به آیینه‌های خرد و کلان با آئین است و منفش و نگار الوان با تزیین و در هر یک از سمت جنوب و شمالش بیست و یک طاق نماست و طرف آن دو ایوان و دیگر اتاقهاست. حوضی دریاچه مانند دارد که از آب زلال مالامال است و باغچه‌هایش از اشجار نارنج و ریاحین جنت چون کوکب رخشان فروزان.

## معماری
در ورودی اصلی باغ رو به جنوب و به یک هشتی باز می‌شود. سر در ورودی دارای تزیینات آجرکاری زیبائی است. بر پیشانی در ورودی کتیبه‌ای از سنگ مرمر سرخ‌فام شامل آیاتی از قرآن است و در دو طرف این کتیبه ابیاتی از آسوده شاعر شیرازی دربارهٔ بانی باغ و تاریخ احداث آن حجاری شده‌است. تاریخ بالای سر در سال ۱۳۰۵ قمری را نشان می‌دهد که هم‌زمان با پادشاهی ناصرالدین شاه قاجار می‌باشد. بر روی ازاره سنگی دو طرف درگاه نقش دو سرباز دوره قاجاریه در حالیکه تفنگی در دست دارند، حجاری شده‌است. در ورودی از چوب ساج تهیه شده بر روی آن منبت کاری‌های زیبایی انجام گرفته‌است. این در به یک هشتی مربوط می‌شود، سقف این هشتی دارای آجرکاری و کاشی کاری و مقرنس سازی‌های گچی بسیار زیبائی است. این هشتی به وسیله دو راهرو به محوطه باغ ارتباط دارد.
باغ قوام در سه ضلع شمالی، شرقی و جنوبی دارای ساختمان است. عمارت اصلی باغ که در سمت شمالی واقع شده دو طبقه و در زیر آن هم یک طبقه زیرزمینی است. طرح بنای اصلی و ایوان دو ستونی عمارت از شیوه معماری رایج در دوره زندیه اقتباس شده و همچنین سایر بناهای دوره زندیه و قاجاریه در عمارت دوره قاجاریه و حجاری و نقاشی و گچ بری و آئینه کاری عالی‌ترین نمونه هنر دوره قاجاریه محسوب می‌شود. با شکوه‌ترین قسمت این ساختمان ایوان بزرگ آن با دو ستون سنگی یکپارچه و سقف مسطح تزیین شده‌است.
در دو طرف ایوان بزرگ دو راه زینه برای ورود به آنجا و سایر قسمت‌ها ساخته شده که از کف محوطه نزدیک دو متر بلندی دارد. این پله‌ها به دو بهار خواب متصل است و در هر طرف یک سالن بزرگ و یک اتاق بزرگ واقع شده و در انتها نیز پله‌هایی برای رفتن به طبقه بالا ایجاد شده‌است. در روبروی ایوان شاه نشین، اتاق‌هایی که محل اقامت حاکم وقت و اقوام و مهمانان نزدیکش بوده، واقع است. طبقه بالا نیز دارای چهار اتاق است که دو تای آن در عقب واقع شده و دارای هشتی و پنجره‌هایی مشرف بر ایوان می‌باشد.
سابقاً این اتاق‌ها هم برای اقامت مهمانان مورد استفاده بوده‌است.
تقسیم‌بندی اتاق‌ها بنحوی است که گروه‌هایی از مهمان‌ها به‌طور مجزا می‌توانسته‌اند در آنجا اقامت کنند و به‌طور کلی این مجموعه مشتمل بر دو دستگاه شامل پنج اتاق، چهار دستگاه با دو تا سه اتاق و دو دستگاه هر کدام با دو اتاق و شش اتاق انفرادی است.
ایوان بزرگ عمارت ار نظر هنرهای مختلفی که در آن بکار رفته زیباترین ایوان دو ستونی دوره قاجاریه در شیراز است. دو ستون ایوان از سنگ مرمر یکپارچه و بدنه آن‌ها استوانه‌ای و سر ستون‌ها دارای مقرنس کاری‌های زیبائی است. در وسط سقف ایوان یک مدال بزرگ نقاشی شده و در اطراف آن شش منظره بیضی شکل ترسیم شده‌است.
علاوه بر این نقش‌ها قسمت‌های دیگر سقف ایوان و بسیاری از اتاق‌ها و همچنین بدنه و دیوارهای آن‌ها با تصویرهای مختلف و زیبایی چون گل و بوته، اشکال حیوانات، منظره شکارگاه و غیره نقاشی شده و اطراف نقاشی‌های سقف ایوان و دیوارها و شاه‌نشین بنحو بدیعی آیینه کاری شده‌است.
نقاشی رنگ و روغن سقف‌ها به سبک نقاشی‌های دوره زندیه است. نقاشی بر روی چوب‌های سقف که به اصطلاح محلی مرجوک نامیده می‌شود مخصوص هنرمندان شیراز می‌باشد و در بیشتر ساختمان‌های دوره زندیه و قاجاریه شیراز این شیوه مشاهده می‌شود. در حواشی سقف‌ها مقداری کاغذ دیواری و عکس‌های کاغذی رنگی نیز بکار رفته که در آن دوره از اروپا به ایران آورده‌اند. سقف طبقه بالا در طرفین ایوان تیرهای چوبی است که روی آن‌ها هم نقاشی شده‌است. نقاشی‌های سقف ایوان بزرگ و بیشتر اتاق‌ها غالباً به وسیلهٔ لطفعلی خان صورتگر، نقاش و مینیاتوریست مشهور آن دوره انجام گرفته‌است.

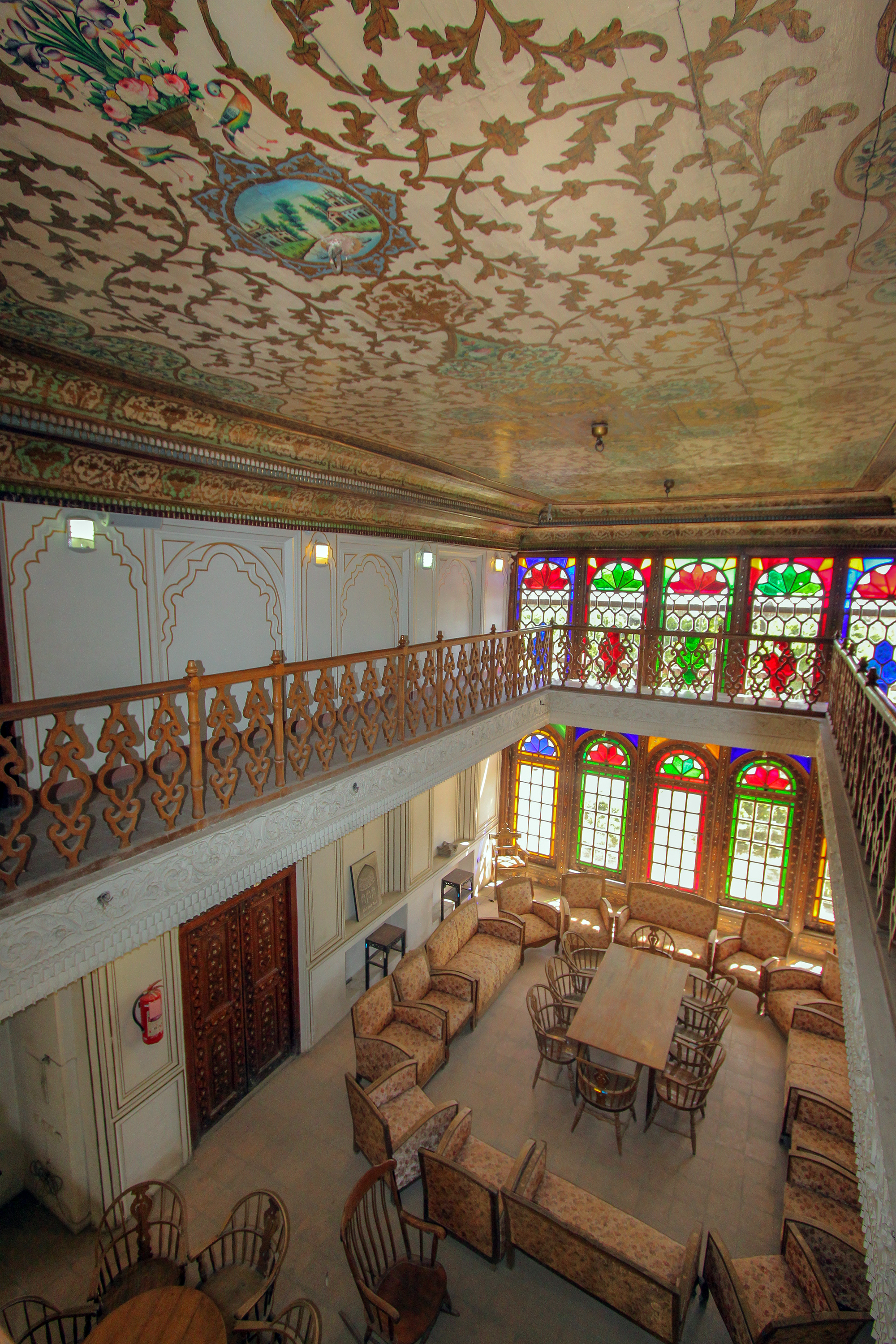
سرسرای عمارت

عمارت اصلی در قسمت جلو دارای درهای ارسی با شیشه‌های رنگی است. هلالی بین دو ایوان دو ستونی و شاه‌نشین هم شیشه‌های رنگی بسیار زیبایی دارد. این شیشه‌ها در دوره قاجاریه از اروپا به ایران آورده شده‌است. کلیه درهای عمارت از چوب گردو است. خاتم کاری یا به سبک هندی منبت کاری شده و در آنجا صدفهایی بکار رفته که در آن زمان از خلیج فارس آورده‌اند. این درها بسیار نفیس و کار استادان بزرگ این فن است. ازاره تمام اتاق‌های اصلی عمارت و بخاری دیواری شاه‌نشین از سنگ‌های مرمر است. این سنگ‌ها را از یزد و تبریز به شیراز آورده‌اند. روی بخاری سنگ مرمر نقش داریوش هخامنشی با یک برجستگی مختصر کنده شده و حواشی آن برنگ طلایی تزیین شده و در گوشه‌های بالای بخاری هم دو تصویر از محمدرضا خان قوام الملک حجاری شده‌است. ازاره پایین عمارت دیوان و زیر ایوان نیز حجاری و نقوش آن‌ها با اقتباس از راه سنگی عمارت دیوانخانه کریم خان زند ایجاد شده ولی به شیوه تصاویر دوره قاجاریه است. بر روی سنگ‌های ازاره ساختمان نقوش برجسته سربازان عهد قاجاریه با لباس‌های آن دوره در حالیکه تفنگی در دست دارند و تصویر شیر و گور و پنجره سنگی مشبک و حجاری شده نیز نصب شده که به صورت ترنج‌های بسیار خوش طرحی است.
بالای عمارت اصلی به شیوه ساختمان‌های آن دوره دارای هلالی‌هایی است. بر روی این هلالی‌ها که سه عدد می‌باشد تصاویر و طرح‌های زیبایی کاشیکاری شده‌است.
در هلالی وسط نقش دو شیر دیده می‌شود که که صفحه‌ای را نگه داشته‌اند و بر روی این صفحه " نصر من الله و فتح قریب " و دو فرشته هم از بالا آن را گرفته‌اند و در هلالی‌های کاشیکاری طرفین پلنگی است که آهویی را شکار کرده و زمینه این صحنه‌ها را خطوط اسلیمی مزین کرده‌است.
ضلع شرقی بنا نیز دارای حیاطی کوچک و اتاق‌هایی چند است. ساختمان و تأسیسات ضلع شرقی در گذشته به آشپزخانه و محل اقامت خدمه اختصاص داشته‌است. در وسط حیاط مدخل آشپزخانه حوض کوچکی وجود دارد. پاشویه حوض را قطعات سنگ سرخ‌فام و بدنه و کف آن را کاشی‌های فیروزه‌ای رنگ پوشانیده و در وسط حوض یک فواره سنگی تعبیه شده‌است. در سمت جنوب حیاط آشپزخانه، ستون سنگی حجاری شده ایست که به عنوان پایه‌ای برای گلدان نصب شده‌است.
ضلع جنوبی هم خود به صورت یک مجموعه است. در وسط این بنا دو راهرو وجود دارد که به وسیله یک هشتی به در ورودی باغ مربوط می‌شود و در دو طرف راهروها دو ایوان سرتاسری قرار گرفته‌است. در جلو هر ایوان چهار ستون چوبی و دو نیمه ستون مشاهده می‌گردد. این ستون‌های چوبی در دوره قاجاریه به طرزی زیبا منبت کاری شده‌است. گچ بری دیوارها نیز از نمونه‌های جالب هنر آن دوره می‌باشد. کف ایوان‌ها به همان صورت سبک قدیم خود با قطعات کاشی سفید و آبی مفروش است. ازاره بنا با سنگ پوشیده شده و پنج باب پنجره سنگی که به‌طور برجسته حجاری شده به عنوان نورگیر در جلو ایوان‌ها نصب شده‌است. در طرفین این عمارت شش اتاق وجود دارد. در دوران گذشته که این باغ محل دیوان خانه حکومتی بوده از این اتاق‌ها به عنوان دفترکار استفاده می‌شده و ایوان‌های وسیع جلوی آن‌ها به منزله اتاق انتظار برای مراجعین بوده‌است. ساختمان جنوبی باغ به وسیلهٔ راه پله‌ای به زیرزمین‌های طرفین راهرو راه دارد.
در وسط این ساختمان یک طاقنمای بزرگ و دو طاقنمای کوچک ایجاد شده که با اقتباس از تصاویر و سبک دوره زندیه کاشیکاری شده‌است. در طاقنمای بزرگ نقوش سه تن از خدمتکاران دوره زندیه بر روی کاشی دیده می‌شود که لباس‌های بلندی دارند و در دست یکی از آن‌ها قدحی و در دست دیگری تنگ و جامی است و سومی هم ظرفی پر از میوه در دست دارد. در بالای این طاق‌نما دو لچکی کاشیکاری با مناظری از طبیعت و تصویرهایی است از داستان‌های رستم پهلوان حماسی و دیو سفید الهام گرفته شده و در حاشیه مناظر تصویر شکارگاه و همچنین مینیاتورهای زیبایی مثل حمام گرفتن شیرین در چشمه است.
ازاره این قسمت نمای عمارت با سنگ‌های سرخ‌فام پوشیده شده و نقش‌های برجسته این سنگ‌ها از تصویرهای تخت جمشید اقتباس شده‌است.
بین عمارت ضلع جنوبی که دفترکار حاکم وقت بوده و عمارت اصلی که در سمت شمال قرار دارد باغ وسیعی است که در دوره قاجاریه با نرده آهنی محصور شده‌است. نرده آهنی دورادور باغچه‌ها به همان وضع قدیم خود باقی مانده‌است. قسمت شمالی این باغ یعنی محوطه جلوی ساختمان اصلی و ایوان بزرگ قدری بالاتر از سطح باغ است. در این محوطه حوض بزرگی ساخته شده به‌طوری‌که از روبرو نمای عمارت و ایوان در آن منعکس می‌شود. لبه‌ها و پاشویه این حوض را قطعات بزرگ سنگ سرخ‌فام تشکیل می‌دهد و در دو طرف آن چند باغچه وجود دارد. خیابان اصلی باغ از جلوی حوض تا نمای عمارت ضلع جنوبی ادامه می‌یابد. در وسط این خیابان آب‌نمایی سرتاسری با اشکال هندسی ساخته شده و اطراف آب‌نما هم گلکاری است. این باغ همچنان که از نام آن پیداست دارای درختان نارنج فراوان است، به‌طوری‌که در فصل شکوفه دادن عطر دل‌انگیز بهار نارنج فضای باغ را پر می‌کند دو ردیف درختان نخل تنومند و کهنسال نیز در دو طرف خیابان اصلی باغ وجود دارد. سایر انواع درختان را هم می‌توان در این باغ مشاهده نمود. گل‌های گوناگون و رنگارنگ نیز در باغ زیبای نارنجستان قوام بچشم می‌خورد.
در دوره قاجاریه باغ قوام و مجموعه عمارت آن «بیرونی» نامیده می‌شده و خانه زینت الملک را که در طرف مغرب آن واقع شده و فاصله بین آن‌ها یک کوچه است به جهت اینکه محل سکونت خانواده قوام بوده «اندرونی» می‌خوانده‌اند.
این دو بنا از زیر کوچه توسط یک تونل با یکدیگر مربوط می‌شوند.

## خانه زینت الملک

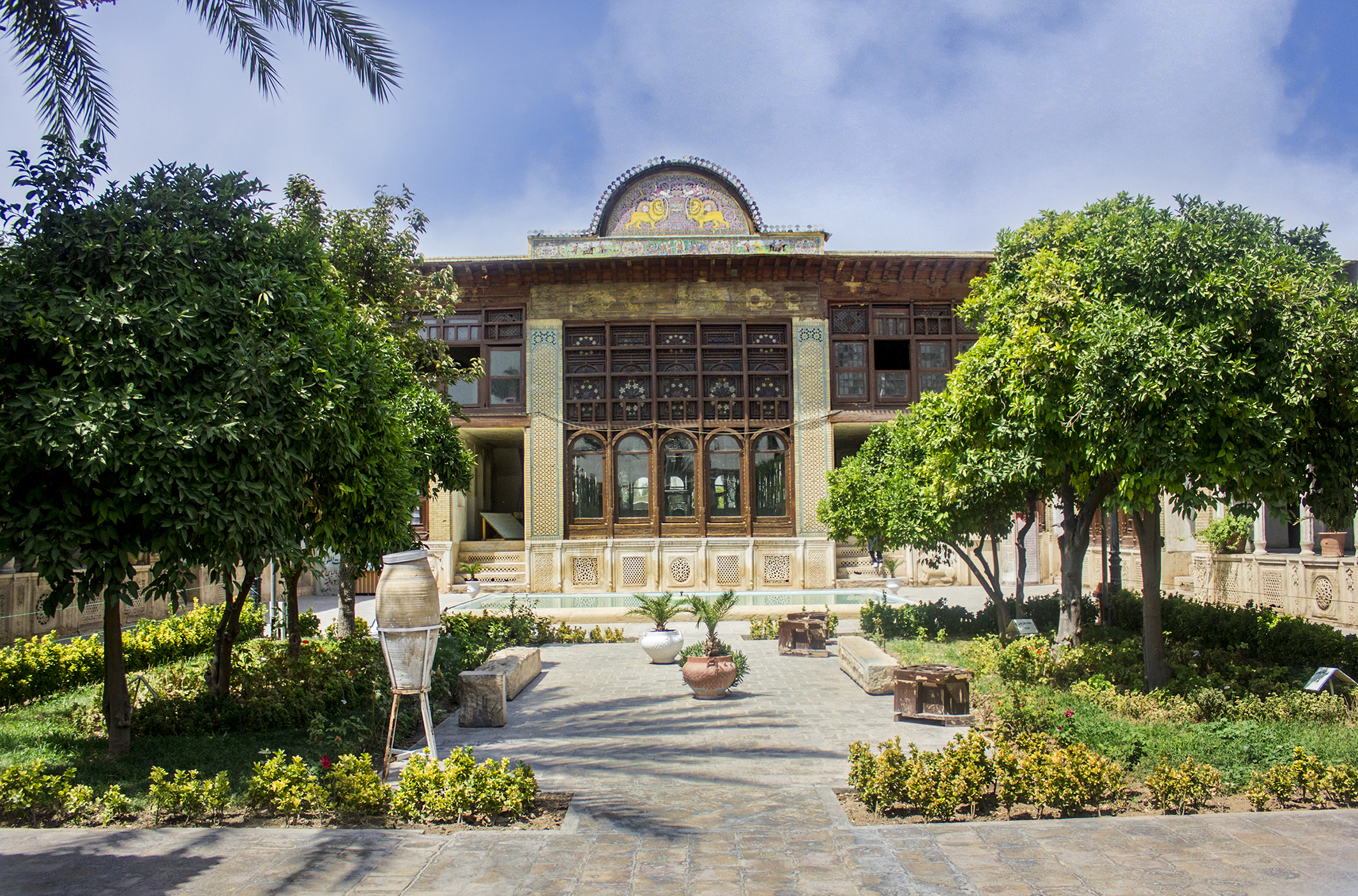
بنای اندرون زینت الملک

خانه زینت الملک عمارت بیرونی که قسمت دوم بنای کنونی می‌باشد به دختر حبیب‌الله خان زینت الملک می‌باشد که هم‌اکنون خانه زینت الملک خوانده می‌شود. پس از مرگ زینت الملک خانه به عبدالله خان قوامی می‌رسد. این بنای تاریخی نفیس از مالک آن خریداری و به یک موزه تبدیل شد. عمارت نارنجستان بعدها برای مرکز انستیتوی بنیاد آسیایی تحت سرپرستی پروفسور آرتور آپهم پوپ خاورشناس شهیر آمریکایی تخصیص و توسط دانشگاه شیراز به وضع آبرومندی مجهز و تعمیر شد. در جریان انقلاب صدماتی به این منزل وارد می‌شود و ایوان قسمت شرقی آتش گرفته و تخریب می‌شود به‌طوری‌که دیگر مانند اول قابل مرمت نبوده‌است.
بعد از انقلاب هم‌زمان با جنگ تحمیلی خانواده‌های جنگ زده در آنجا ساکن شده و باعث به وجود آمدن صدماتی می‌گردد. از جمله تخریبات داخل اتاق: جای میخ‌های داخل اتاق‌ها و کندن آیینه کاری‌های دیوارها برای برداشتن عکس‌ها.
تاریخ ساخت این بنا دقیقاً مشخص نیست؛ زیرا در کل این مجموعه تنها یک کتیبه هست که بر روی آن نوشته شده: چاکر درگاه ابوالقاسم شیرازی به تاریخ ۱۳۰۲ ه‍.ق که این کتیبه در اتاق آینه کاری قسمت غربی ورودی آینه کاری‌ها نوشته شده‌است و از آنجایی که در ساخت بنا معمولاً آینه کاری را در آخر انجام می‌دهند این تاریخ نشان دهنده پایان ساخت بنا می‌باشد. در یکی از اتاق‌ها هم روی گچ کاری‌ها تاریخ ۱۲۹۸ ه‍.ق زده شده که پایان کار گچ بری را می‌رساند؛ یعنی ۴ سال کار آینه کاری منزل طول کشیده‌است که نشان می‌دهد باید تقریباً از اوایل ۱۲۹۰ ه‍.ق ساخت بنا شروع شده باشد که البته تاریخ دقیقی نیست.
از هنرهایی که در این خانه بکار رفته‌اند می‌توان منبت کاری، گچ کاری، آینه کاری، نقاشی، حجاری سنگ (نقاری) را نام برد و سبک آن سبک دوره قاجاریه است. کل این منزل حدوداً دارای ۲۰ اتاق در طبقه اول و دوم می‌باشد که غیر از قسمت شرقی تمام اتاق‌ها به هم راه دارند و به آخرین اتاق قسمت غربی می‌رسند. زیرزمین کل بنا از قسمت جنوبی تا قسمت شمالی ادامه دارد. قسمت جنوبی زیرزمین به خاطر والی بودن آن‌ها اسلحه خانه بوده‌است؛ زیرا خودشان نیز دارای یک سرس سرباز بوده‌اند. در قسمت شمالی حبوبات، عرقیات و برنج نگهداری می‌کرده‌اند.
زیر اتاق آینه کاری در قسمت غربی در زیرزمین تنها جای قابل نشستن بوده که معمولاً برای تابستان‌ها استفاده می‌شده و شاه‌نشین بوده‌است. همچنین آجرهای تزیین شده دارد. از حیاط به زیرزمین چهار ورودی وجود دارد که دو راه آن با سنگ گرفته شده‌است. حوض وسط حیاط که در قسمت غربی است از شش قطعه سنگ گرفته شده و معروف به آب قوامی و در آن زمان آب انبار بوده و دارای یک سیستم کانال بندی تا سر کوچه که به آن تنبوره می‌گفتند که از زیر زمین می‌گذشته و هنگام کنار زدن آن آب بیرون می‌زده‌است. در زیرزمین قسمت شرقی کانال آب وجود دارد و چون قبلاً آشپزخانه بوده‌است.
زیرزمین‌ها به‌طور قرینه در شمال و جنوب قرار دارند و کل مرمت آجرکاری‌های زیرزمین که مربوط به قبل از انقلاب است که حدود ۴ سال طول کشید. در آن زمان معمولاً خانه‌های اشراف از طریق زیرزمین به هم راه داشته‌اند. از حیاط خانه قوام هم به نارنجستان راه داشته‌است و بیشتر به خاطر سریع رسیدن غذا و آسان‌تر شدن رفت‌وآمد بوده‌است. تنها جای زیرزمین که سقف تزیین شده دارد همان شاه‌نشین است. بین آجرهای دیوار به خاطر انقباض و انبساط تخته بکار رفته‌است. پنجره‌های مشبک زیرزمین سنگی بوده که الان چوبی شده‌است. در زیرزمین در سردترین موقع زمستان نیز هیچ وسیله گرم‌کننده‌ای نیست؛ حتی در تابستان هم همین‌طور. به علت وجود منفذهای تهویه هوا در زمستان و تابستان دما تقریباً یک اندازه است.
زیرزمین ایوان شرقی به عنوان آشپزخانه استفاده می‌شده که دارای کانال آب بوده و به قسمت شمالی ربط ندارد. دو حوض قسمت شرقی و حوض وسط خانه مسیر آبشان در آشپزخانه بوده‌است. احتمالاً غذای نارنجستان هم از اینجا تحویل داده می‌شده. هنرهای بکار رفته در سقف‌ها عبارتند از: آینه کاری، گچ کاری، نقاشی و در راهروها هم از نقاشی روی چوب استفاده شده‌است. تنها سقفی که هنر مشترک آینه کاری روی چوب و نقاشی روی چوب را دارا بوده همان ایوان قسمت شرقی است که متأسفانه آتش گرفته و قابل تعمیر دوباره نمی‌باشد. داخل ستون‌های قسمت جنوبی که پنج عدد است چوب بکار رفته و دور آن‌ها به خاطر جلوگیری از نفوذ موریانه ار الیاف مقاوم استفاده شده و سپس روی ستون‌ها را با گچ تزیین کرده‌اند. درهایی که در آن‌ها هنر منبت به کار رفته از جنس صدف و چوب گردو می‌باشد و همچنین اتاقکی بالای پشت بام قسمت جنوبی وجود دارد که برای نگه داشتن پاروها استفاده می‌شده‌است.

## خانه عرقی‌ها
خانه عرقیها: در شرق عمارت نارنجستان نیز عمارت مکتب خانه واقع شده‌است. این بنا جز بناهای مجموعه قوام می‌باشد که ورودی آن رو به شمال است و درب آن از پشت نارنجستان قوام باز می‌شود. قسمت جنوبی این بنا به عنوان مطبخ خانه قوام مورد استفاده قرار می‌گرفته‌است. از قسمت‌های شمالی و غربی این بنا در مقاطعی به عنوان مکتب خانه قوام استفاده می‌شده و با گذشت زمان و سکنی گزیدن چند خانواده در این بنا از آن به عنوان محل عرق‌گیری استفاده می‌شده‌است و به همین دلیل این خانه را خانه عرقی‌ها نیز می‌نامند. به علت گذشت زمان و عدم استفاده صحیح از این بنا آسیب‌های فراوانی به آن وارد شده بود؛ اما در دهه اخیر تحت تملک و مرمت سازمان مسکن و شهرسازی فارس درآمده‌است؛ لیکن به دلیل عدم استفاده مجدداً نیازمند مرمت می‌باشد. بنای مذکور از معماری دون گرا برخوردار است و به صورت حیاط مرکزی احداث شده و از هشتی، دالان ارسی و زیرزمین‌های بسیار جالبی برخوردار است. این بنا هم‌اکنون با خریداری از سازمان مسکن و شهرسازی به تملک دانشگاه شیراز درآمده‌است. حمام گچینه یکی از حمام‌های قدیمی شیراز است. این حمام در سال ۱۳۰۰ خورشیدی ساخته شده‌است. این حمام که جز مجموعه قوام می‌باشد توسط تونلی به نارنجستان قوام متصل بوده‌است. در بررسی‌های اخیر بخشی دیگر از حمام که ظاهراً حمام خصوصی قوام بوده‌است و به این حمام متصل می‌باشد، کشف شده‌است. سازمان میراث فرهنگی در سال ۱۳۷۱ خورشیدی حمام گچینه را از خانم مسنی به نام همدم خریداری نموده‌است. حمام گچینه یکی از پنج حمام قدیمی معروف شیراز می‌باشد. دیگر حمام‌ها عبارتند از: حمام ریحان، حمام ایروانی، حمام شکوفه، حمام جامی هاشمی
[]

## نگارخانه

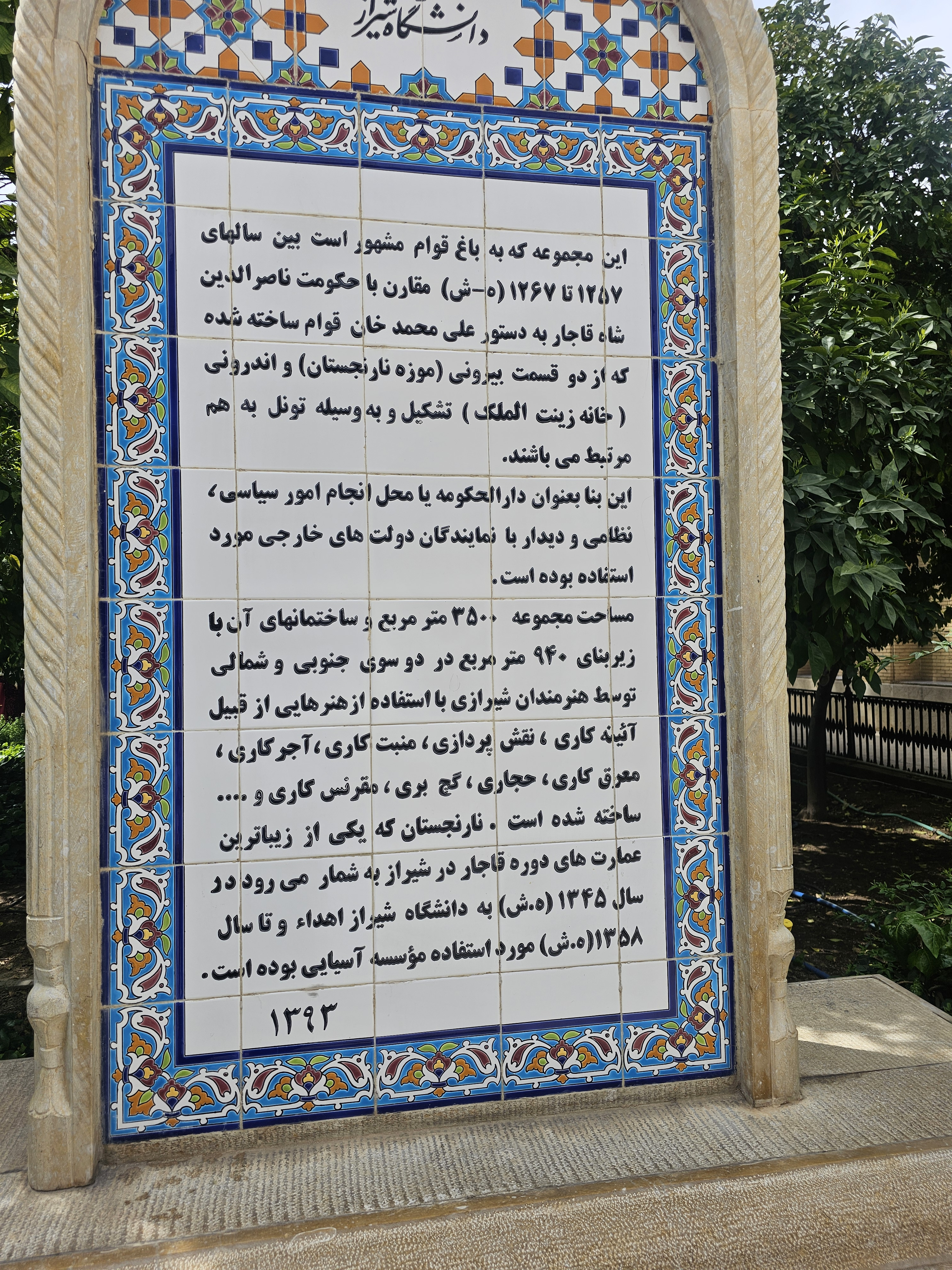
معرفی باغ‌موزه نارنجستان قوام
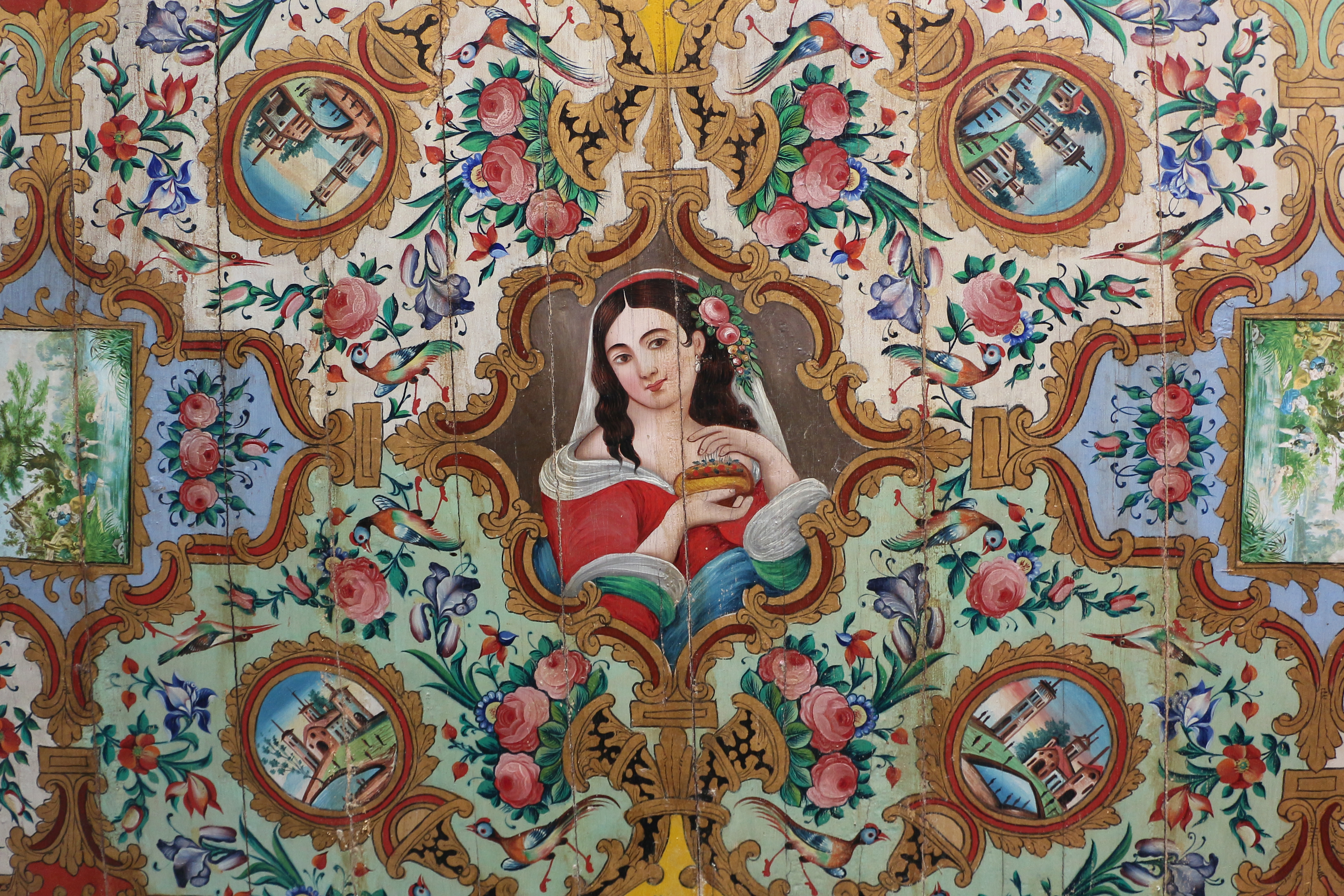
نقاشی دیواری در خانه قوام
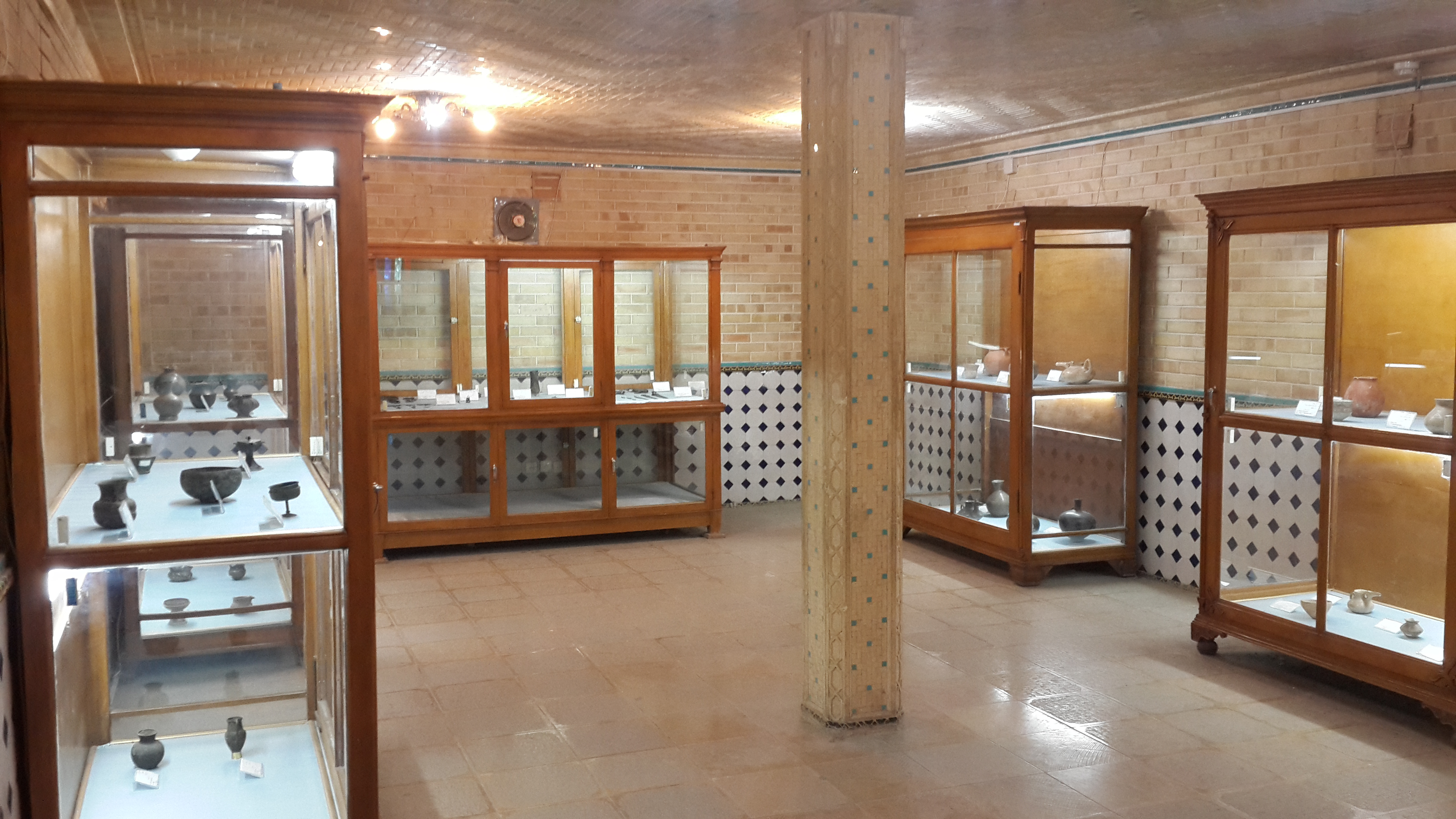
موزه نارنجستان قوام
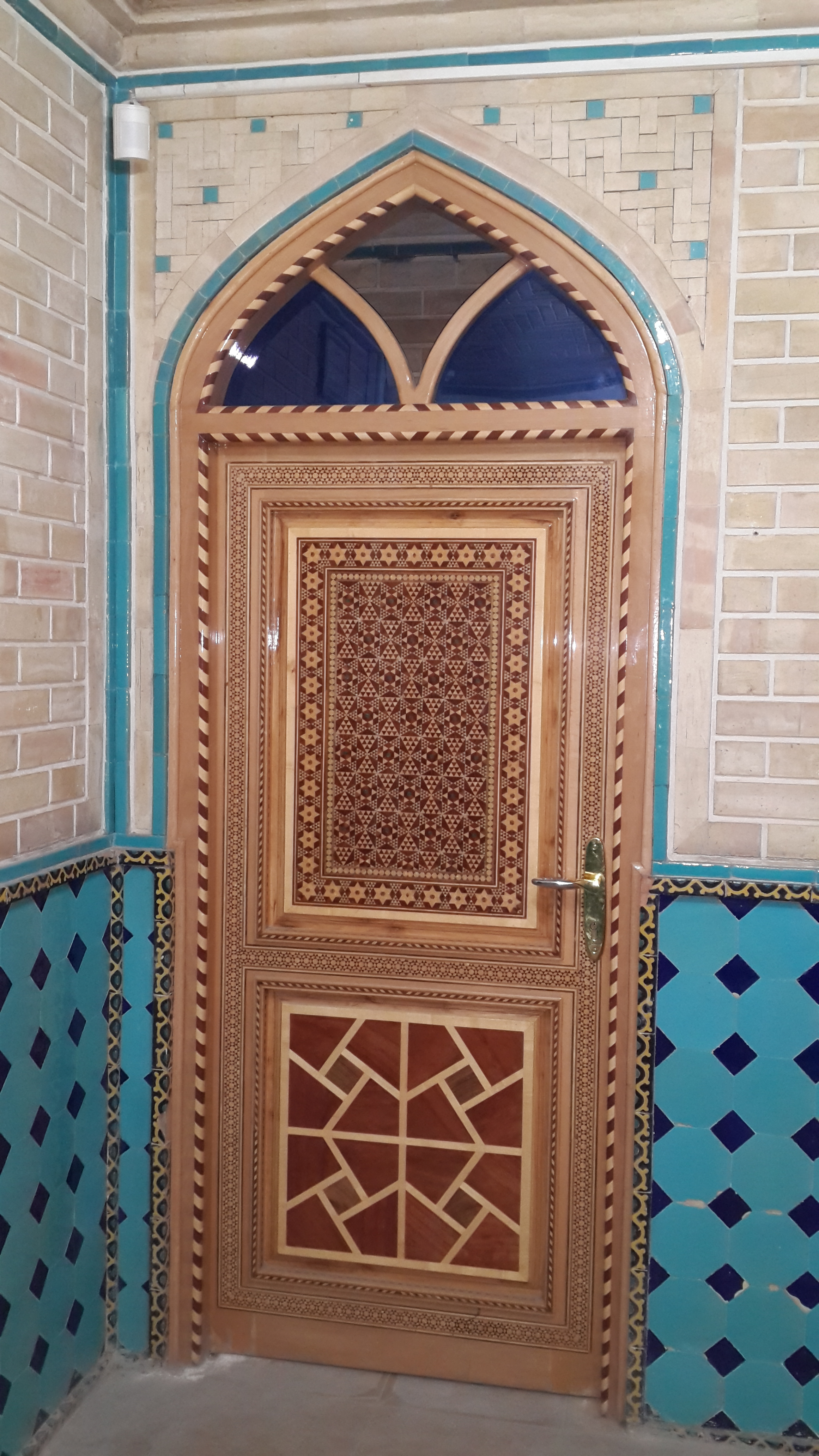
نارنجستان قوام
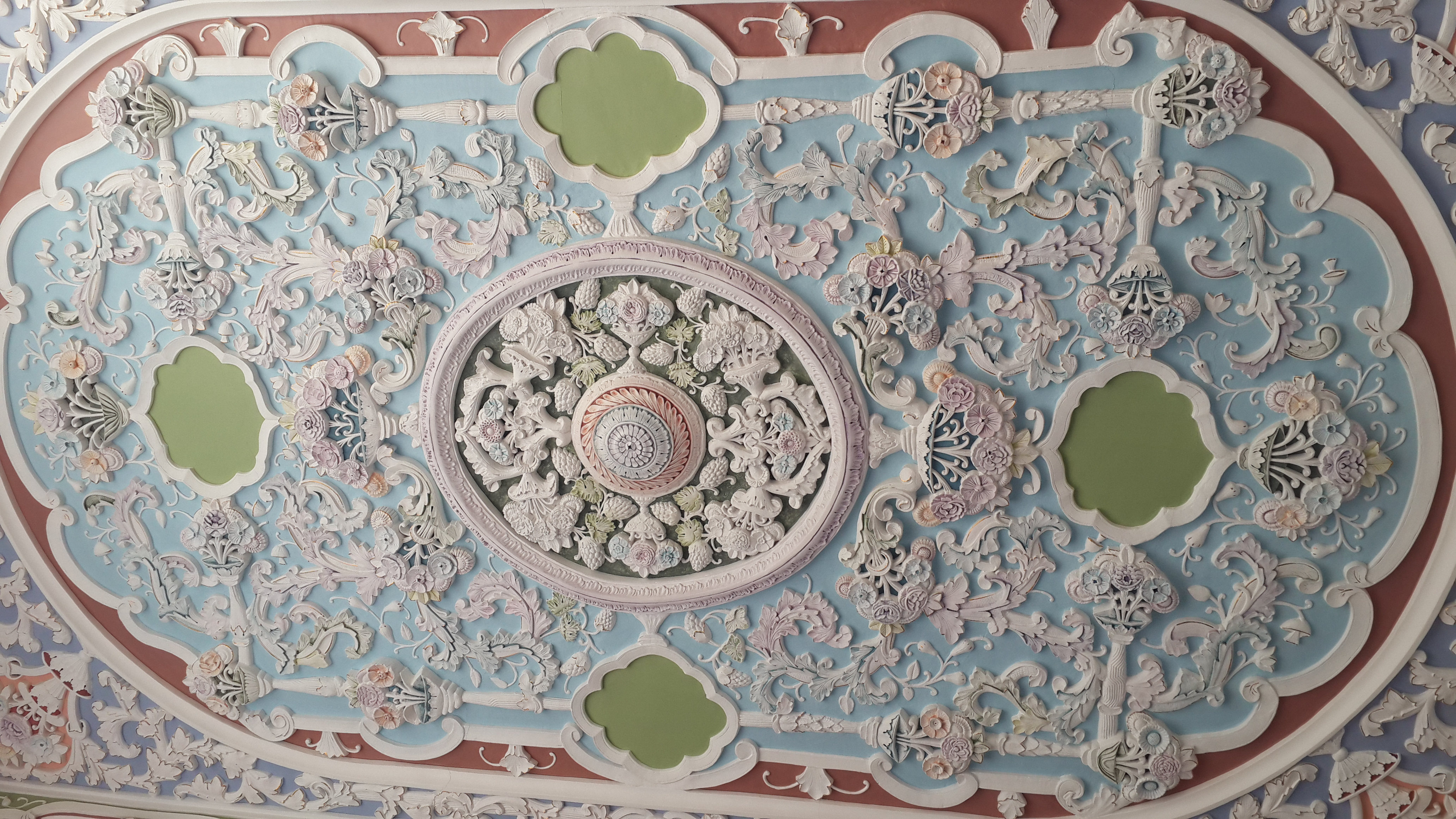
گچ کاری نارنجستان قوام
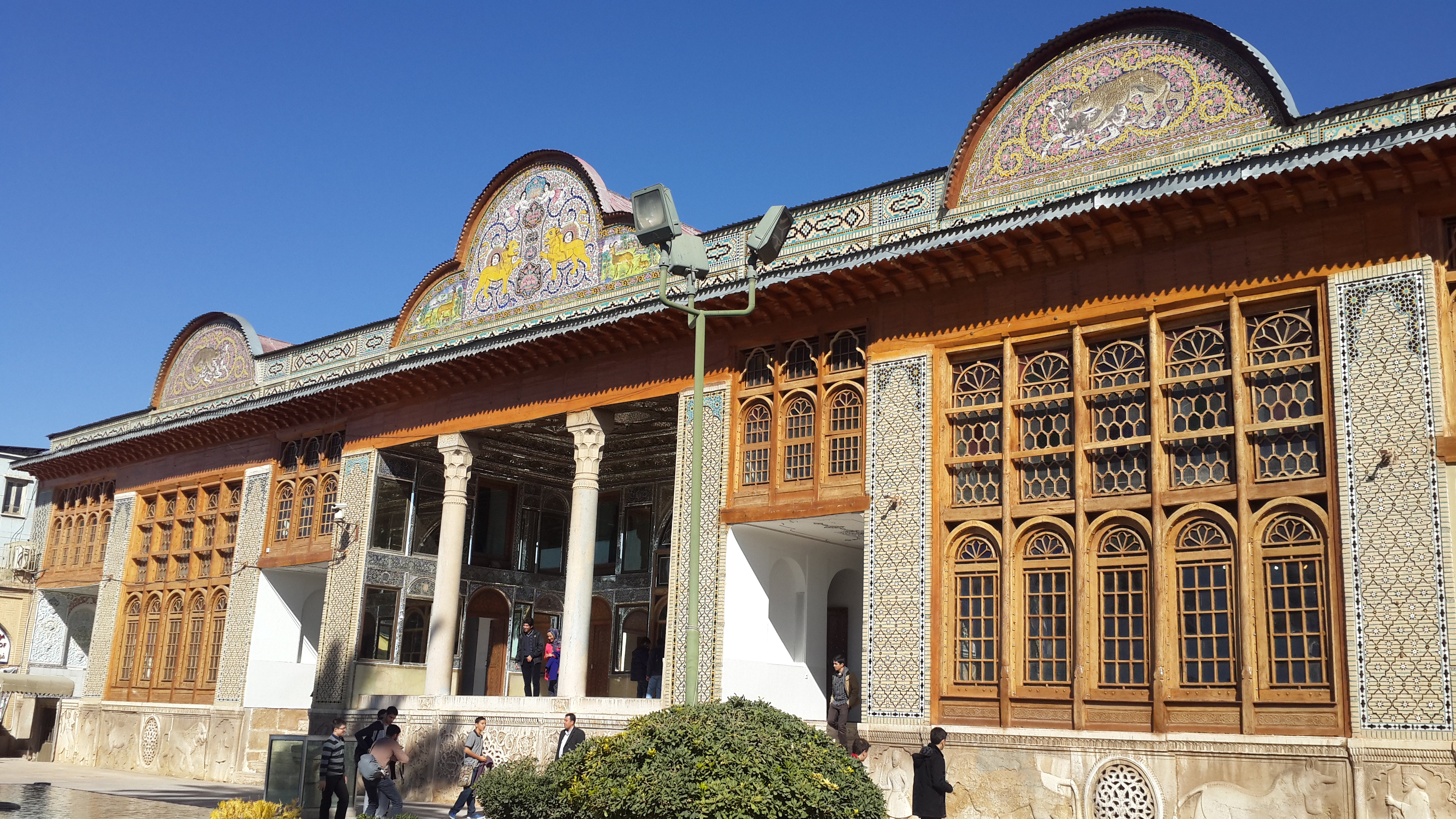
نارنجستان قوام
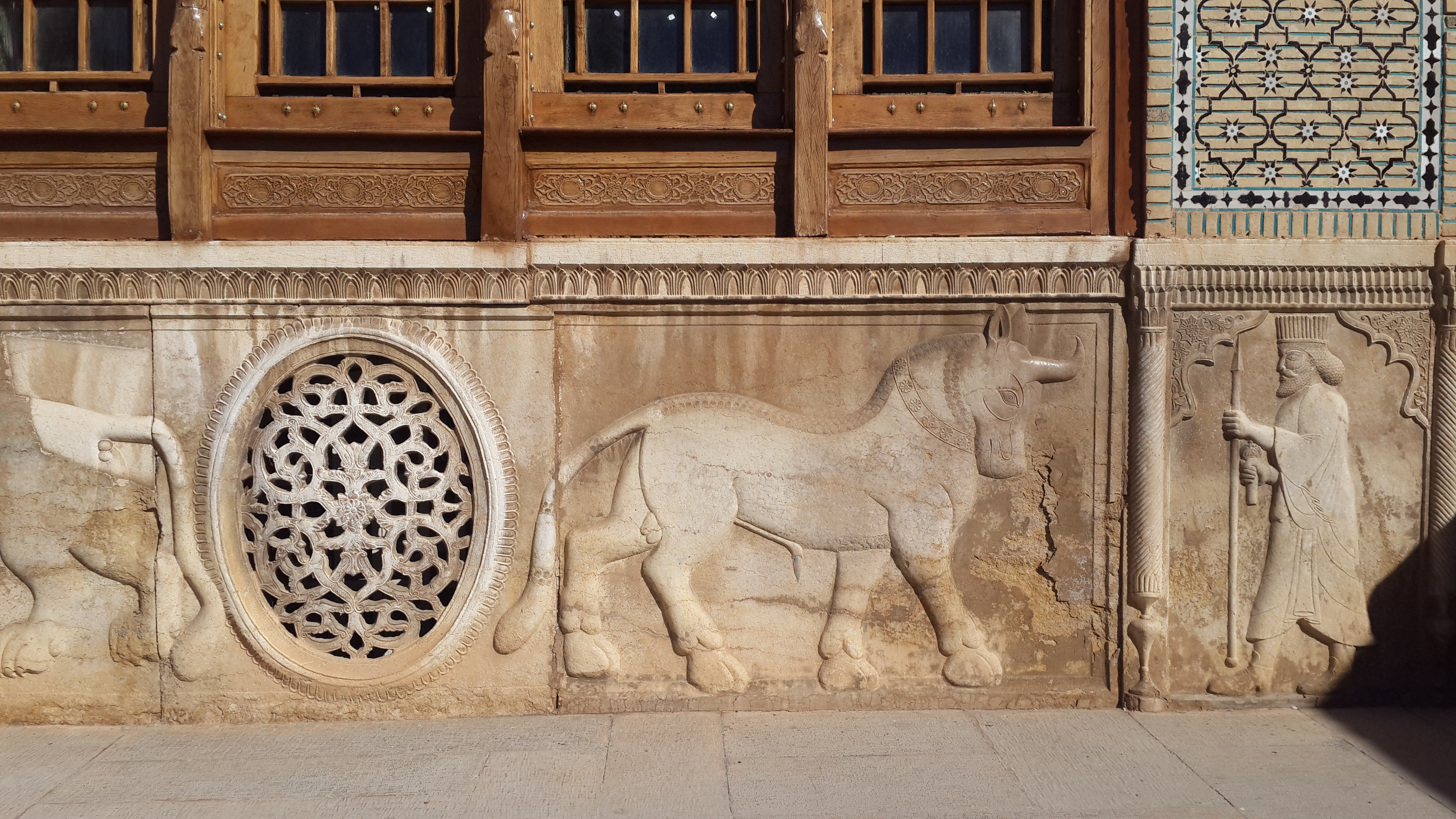
نارنجستان قوام
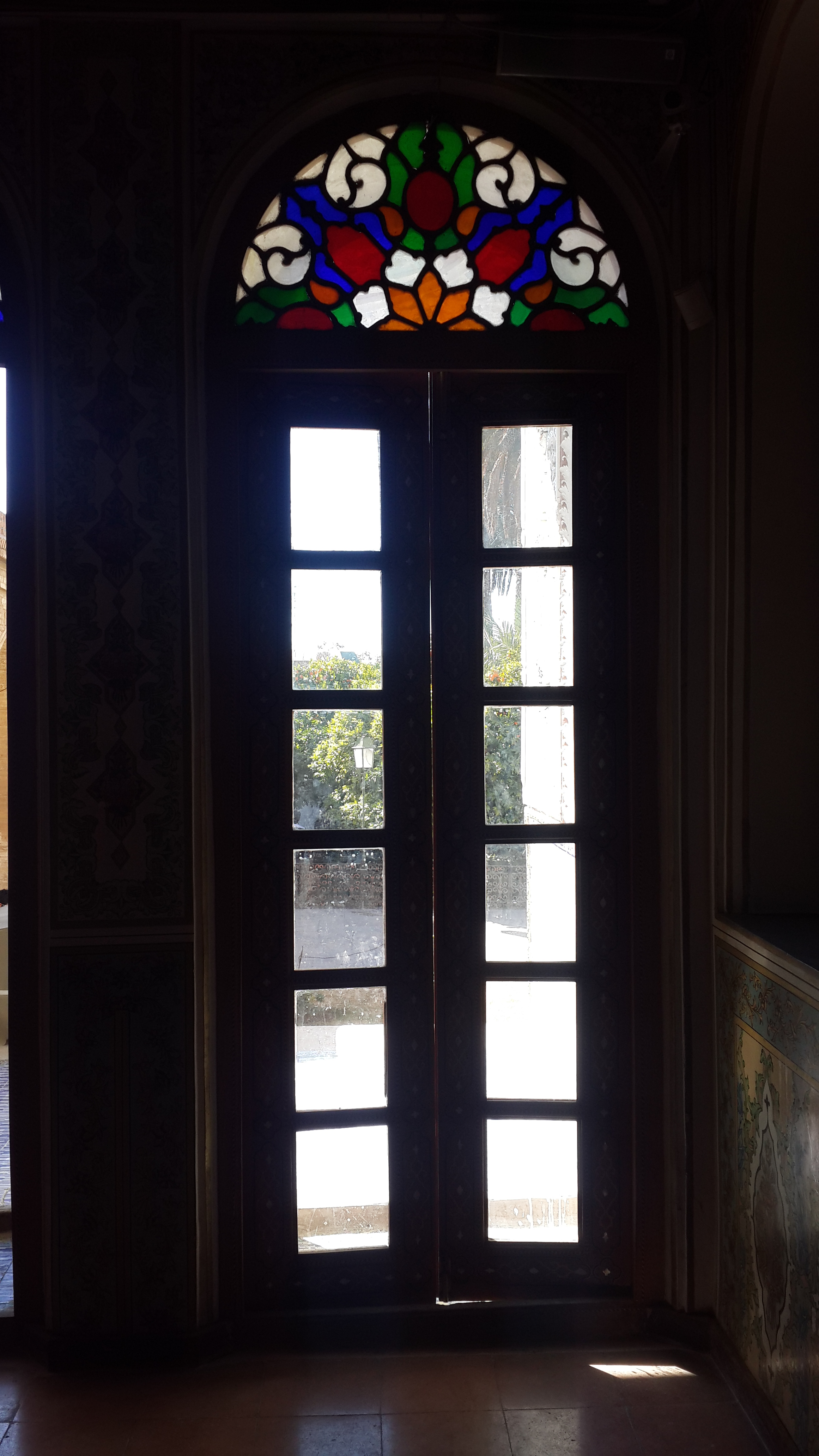
نارنجستان قوام
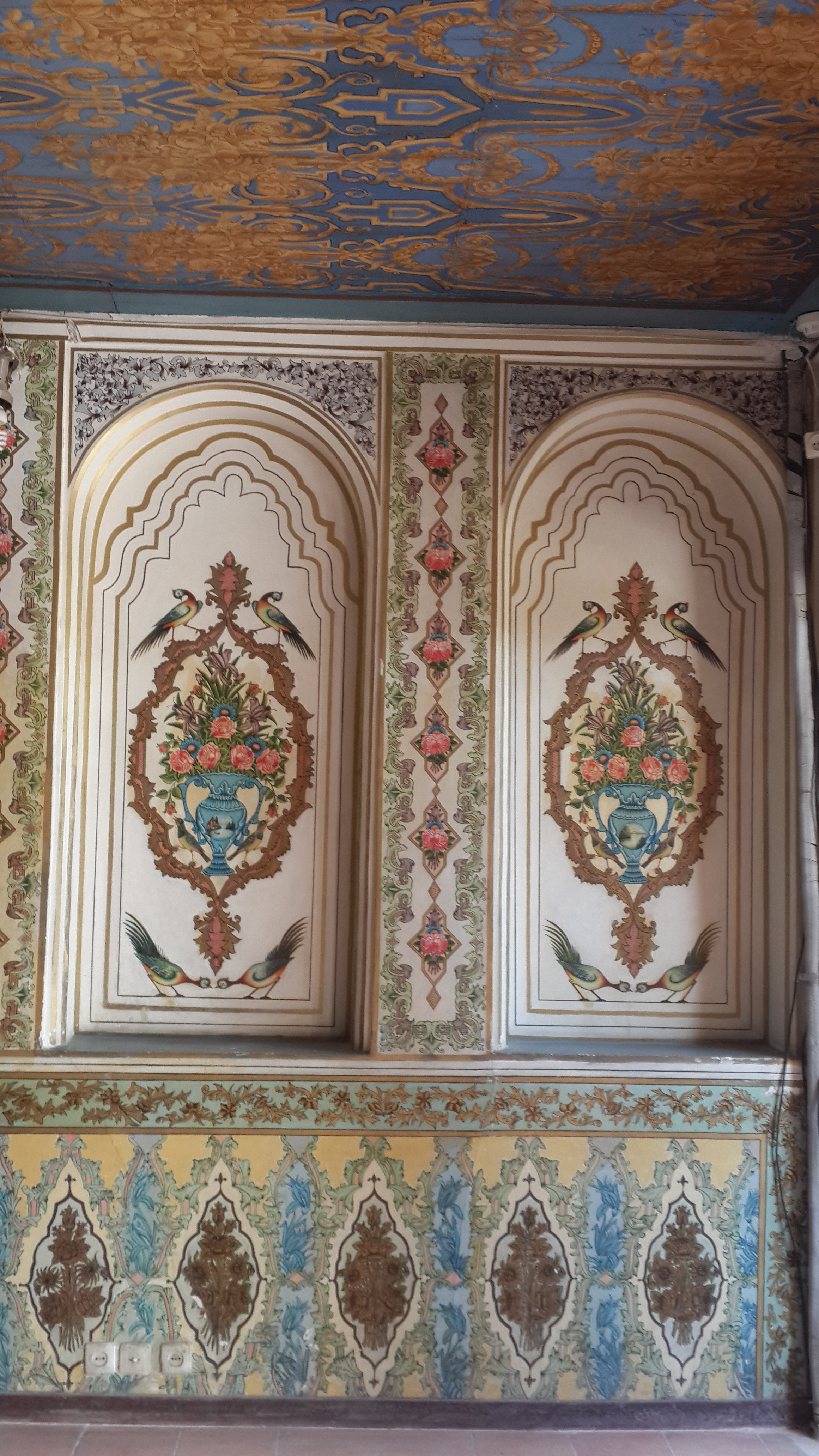
نارنجستان قوام
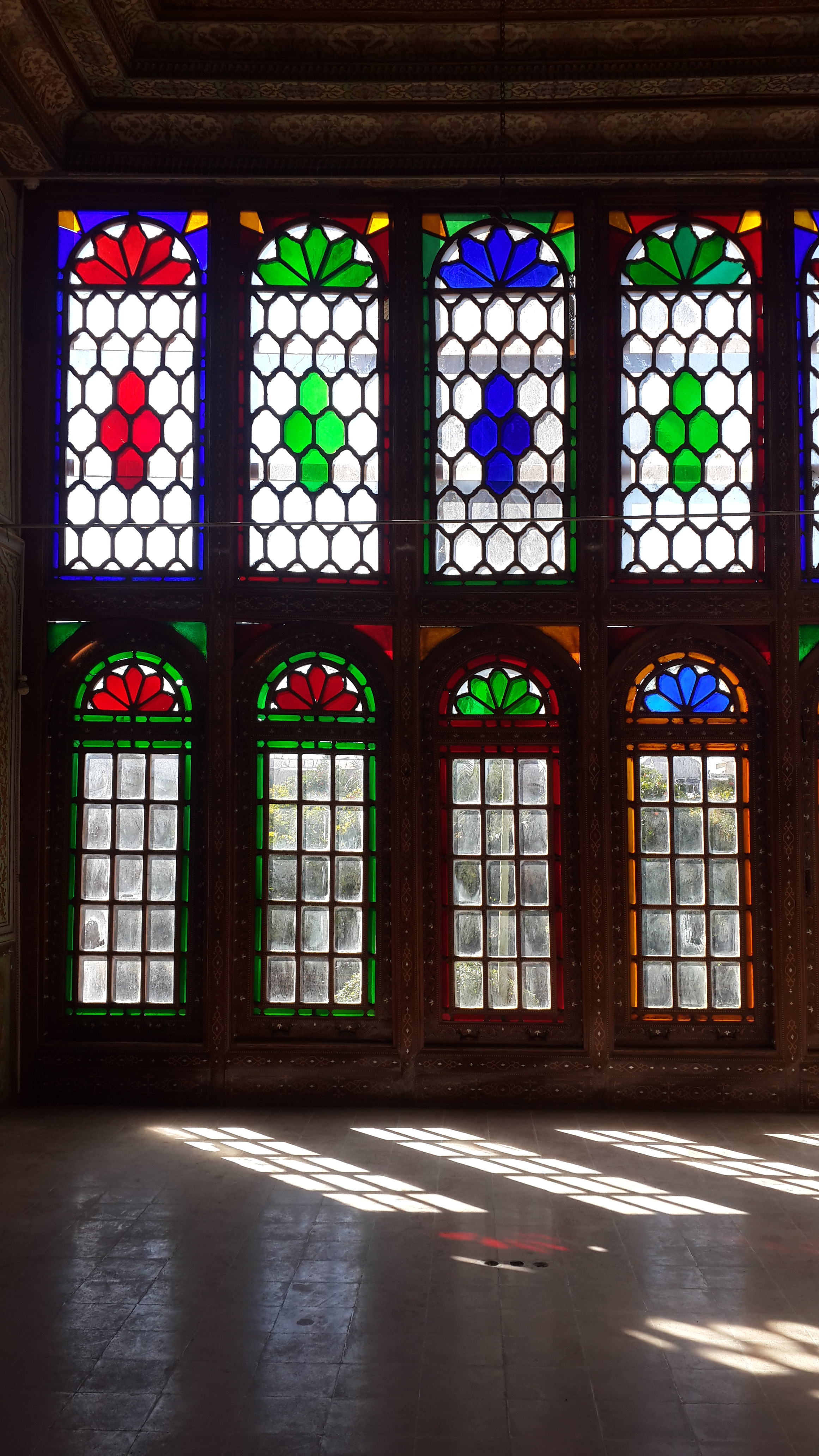
نارنجستان قوام
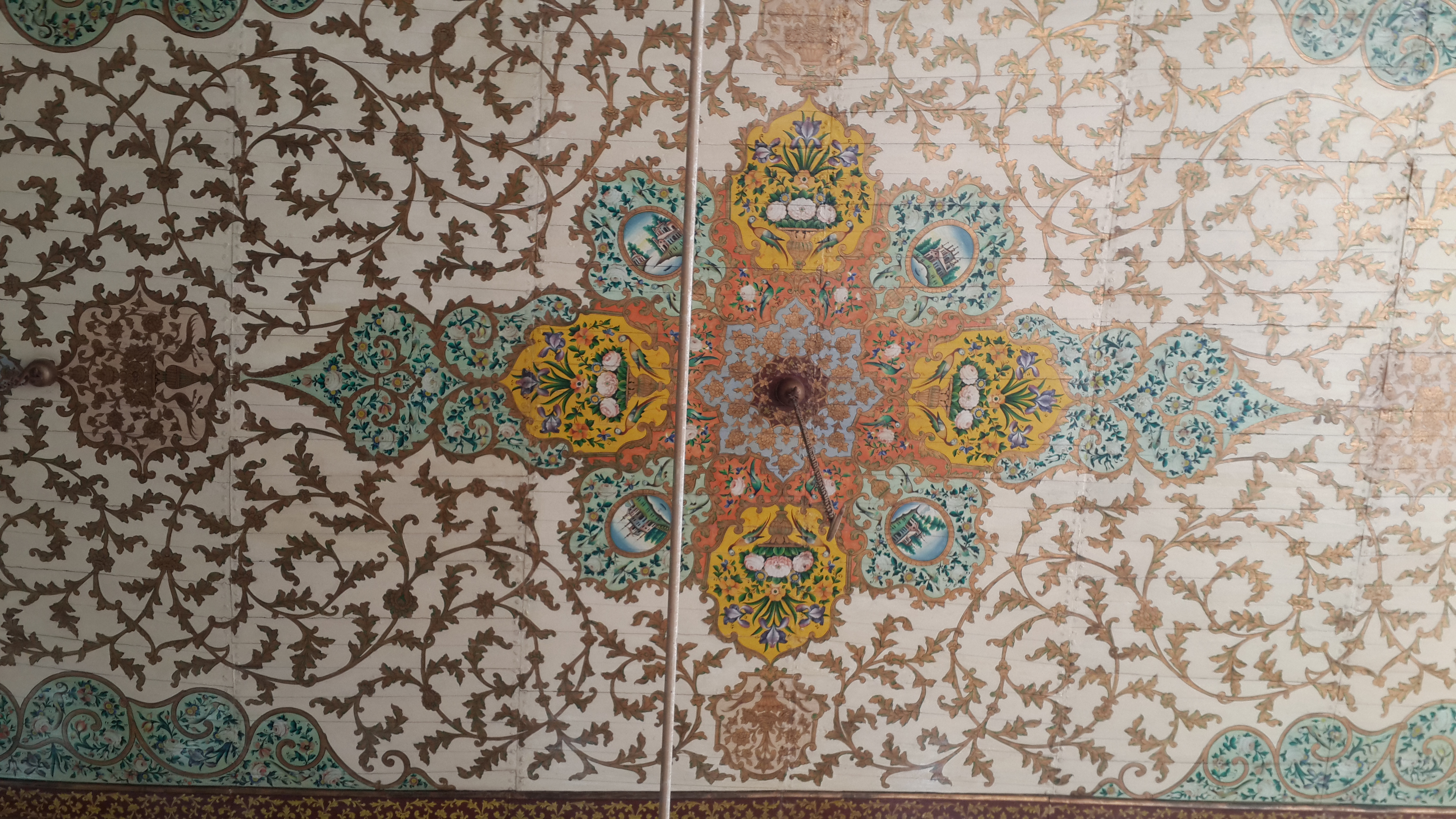
نارنجستان قوام
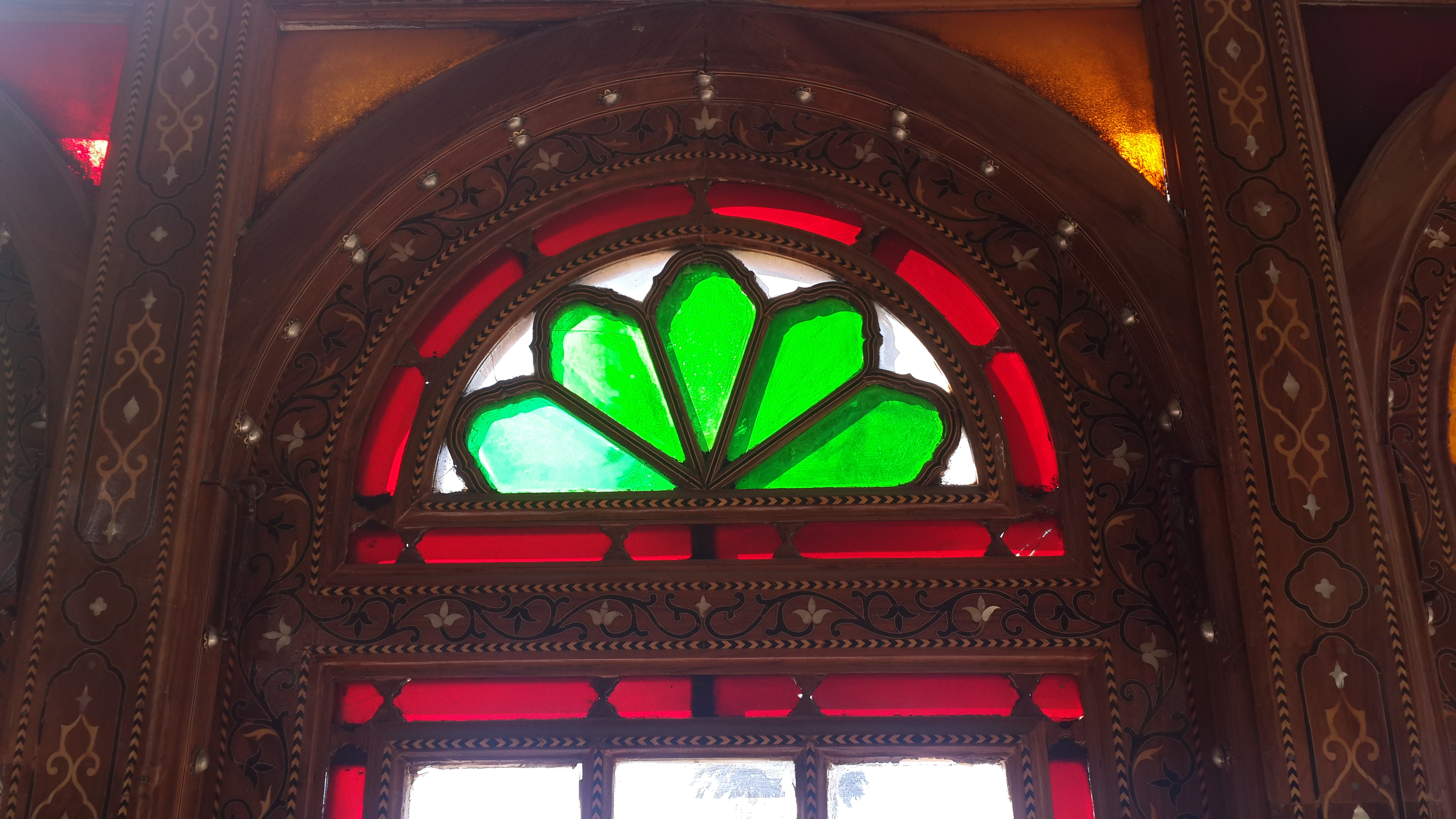
نارنجستان قوام
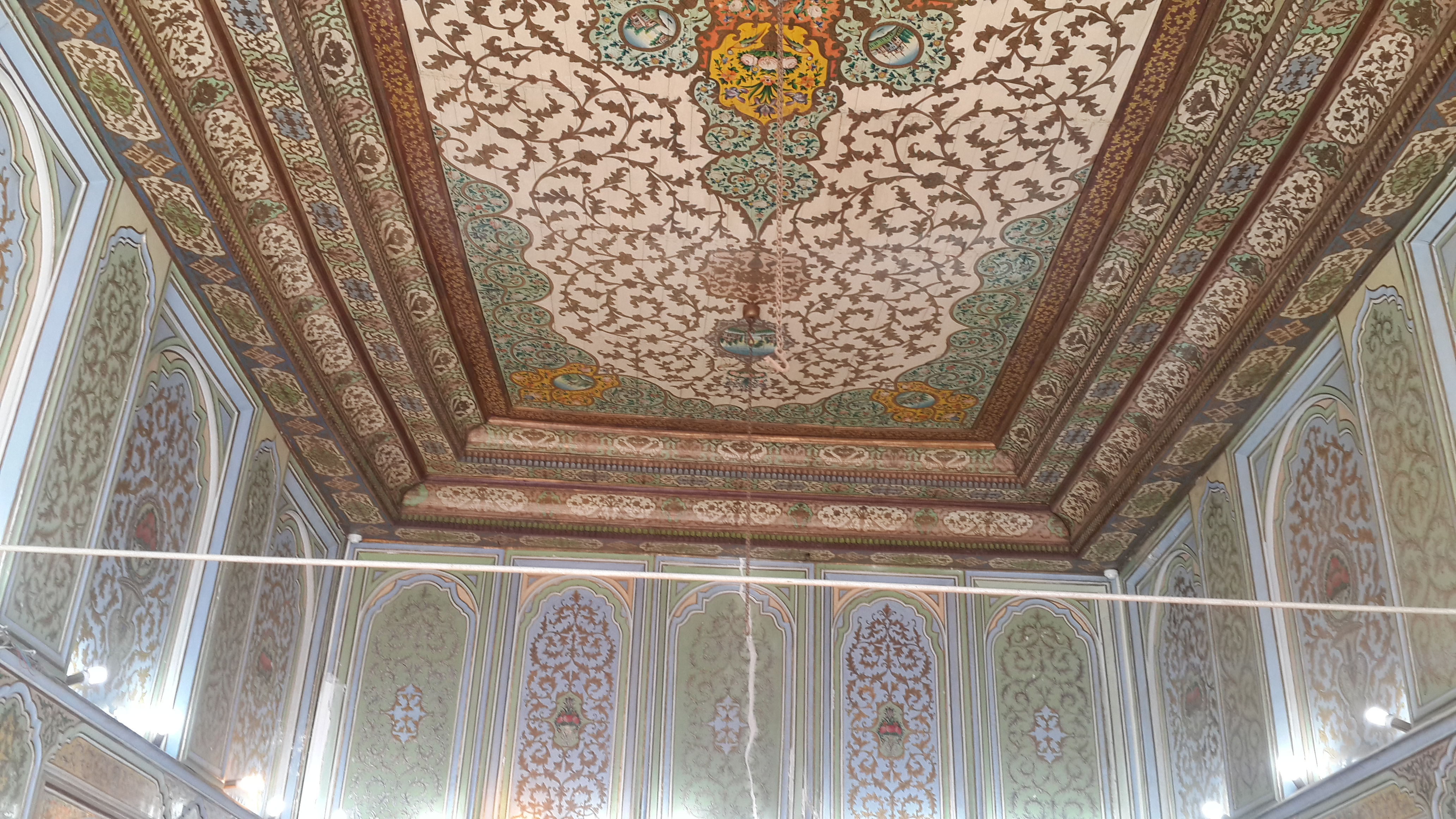
نارنجستان قوام
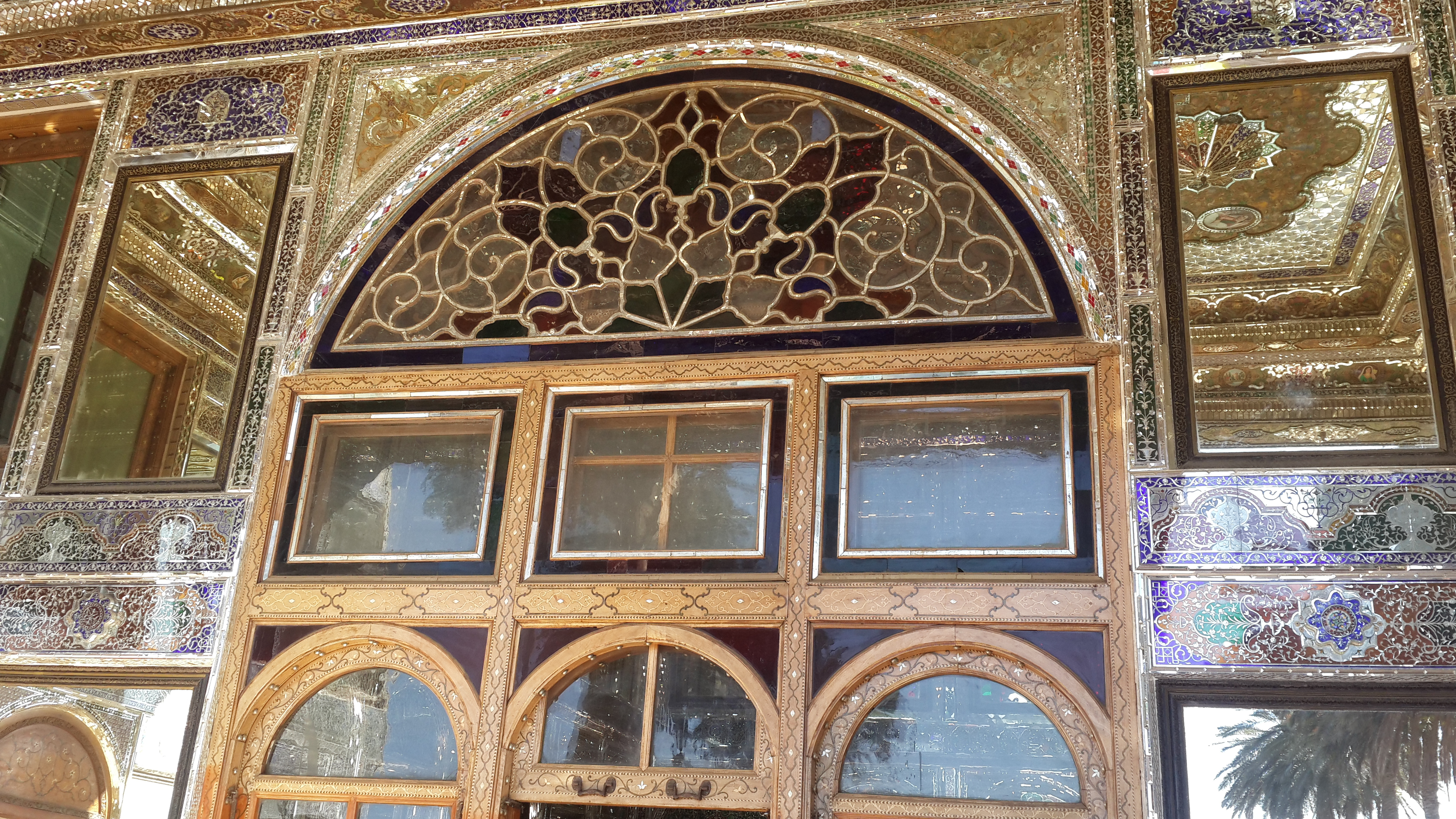
آینه کاری نارنجستان قوام
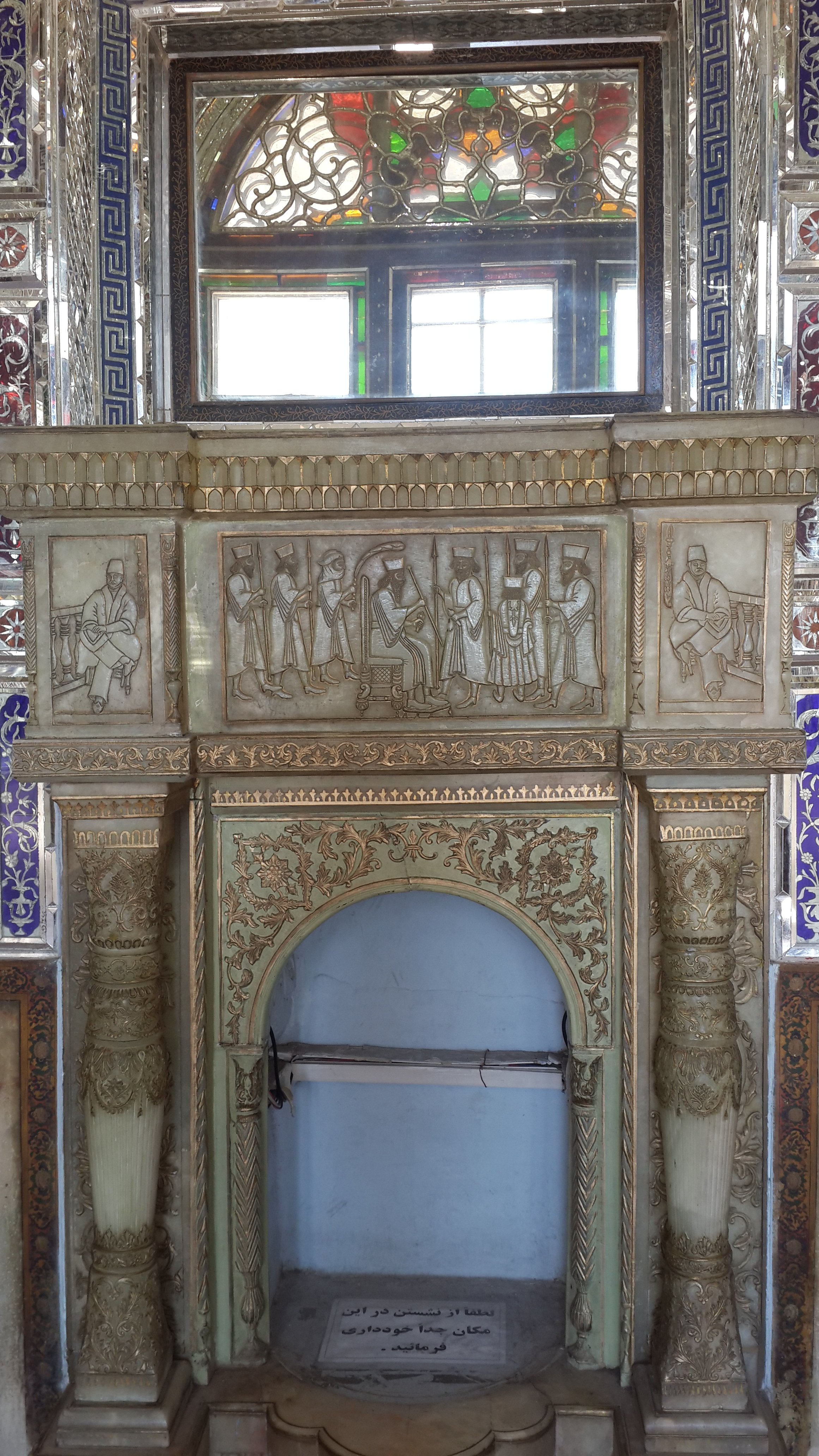
نارنجستان قوام
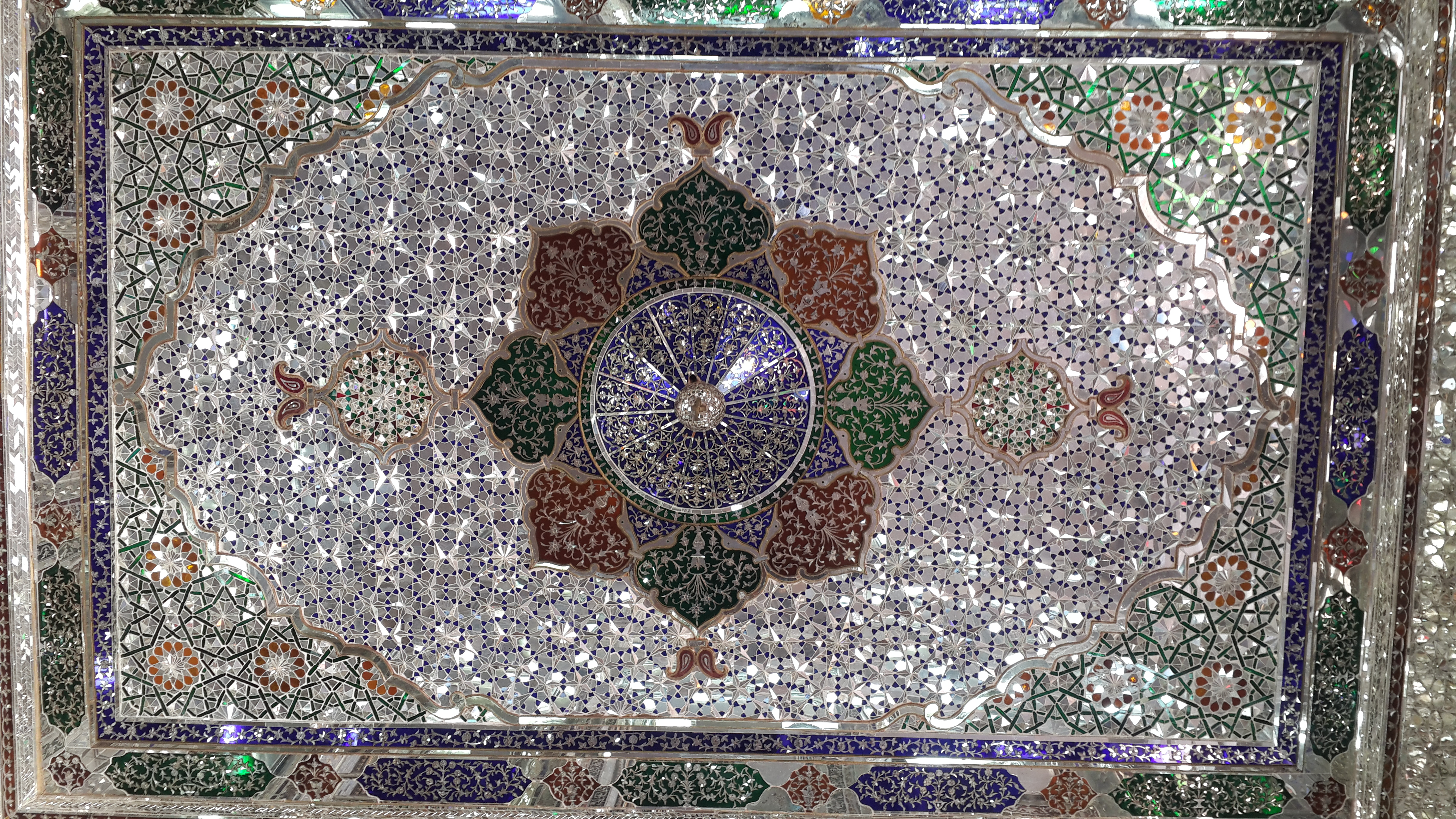
آینه کاری نارنجستان قوام
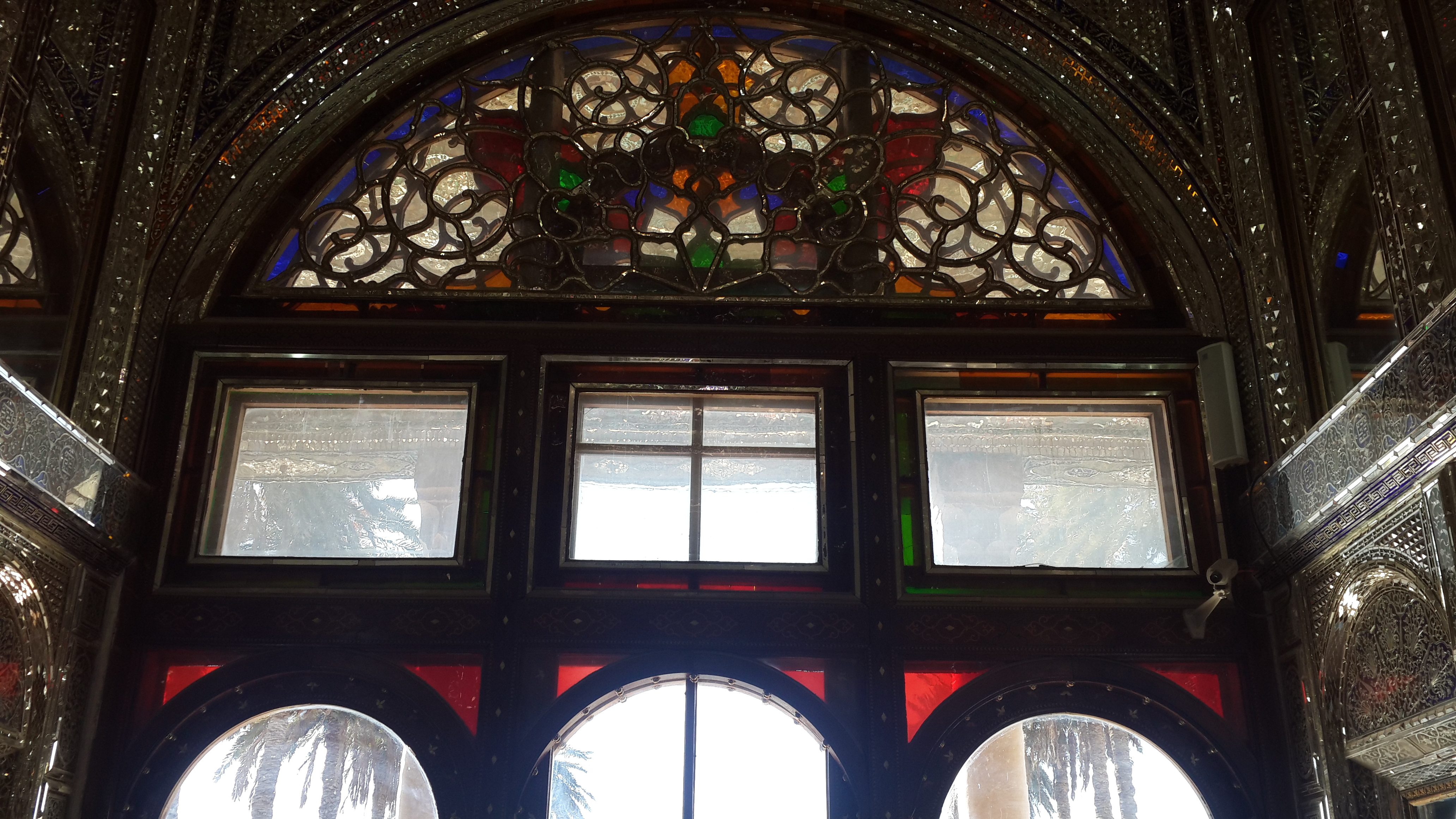
نارنجستان قوام
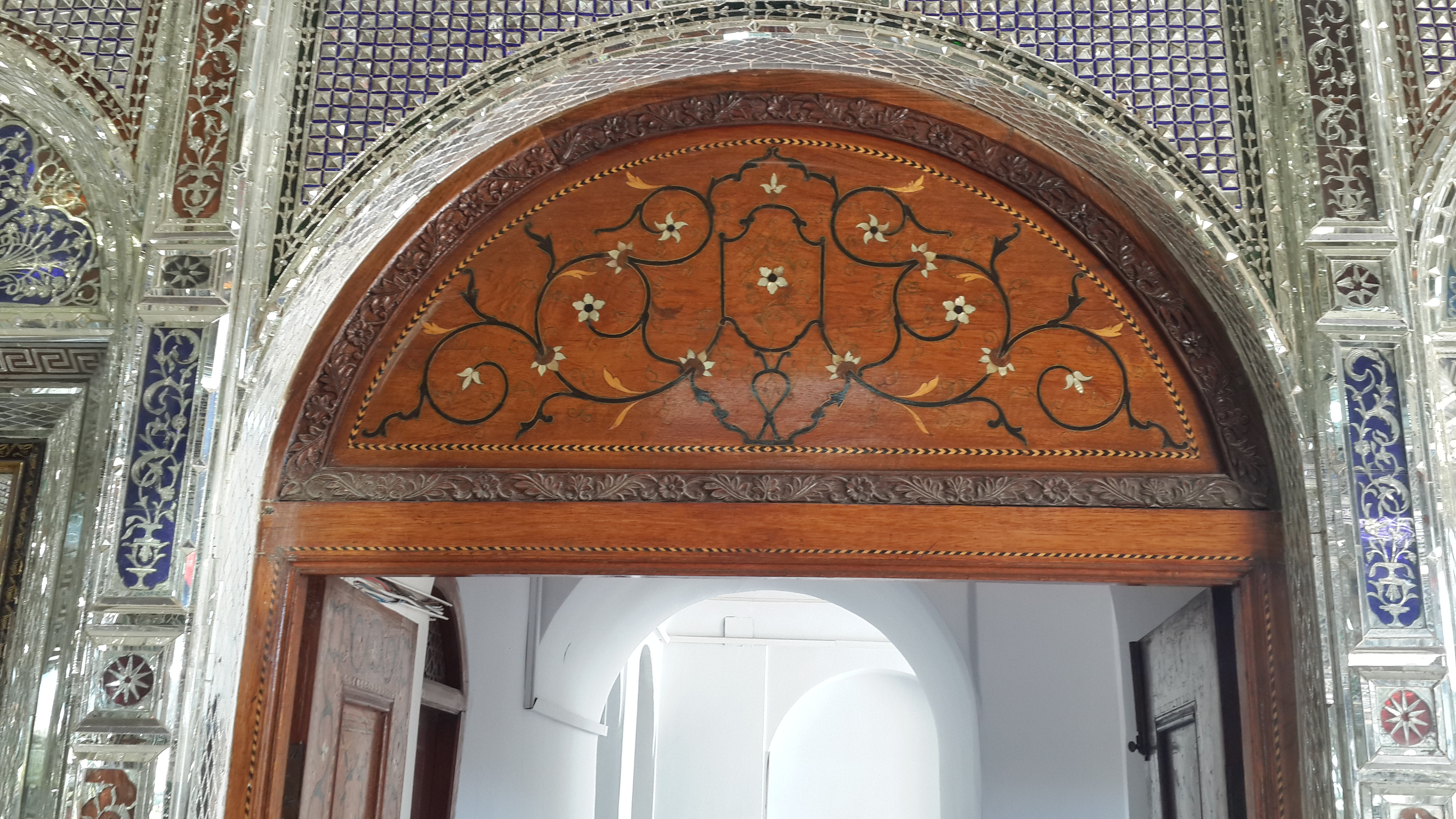
نارنجستان قوام
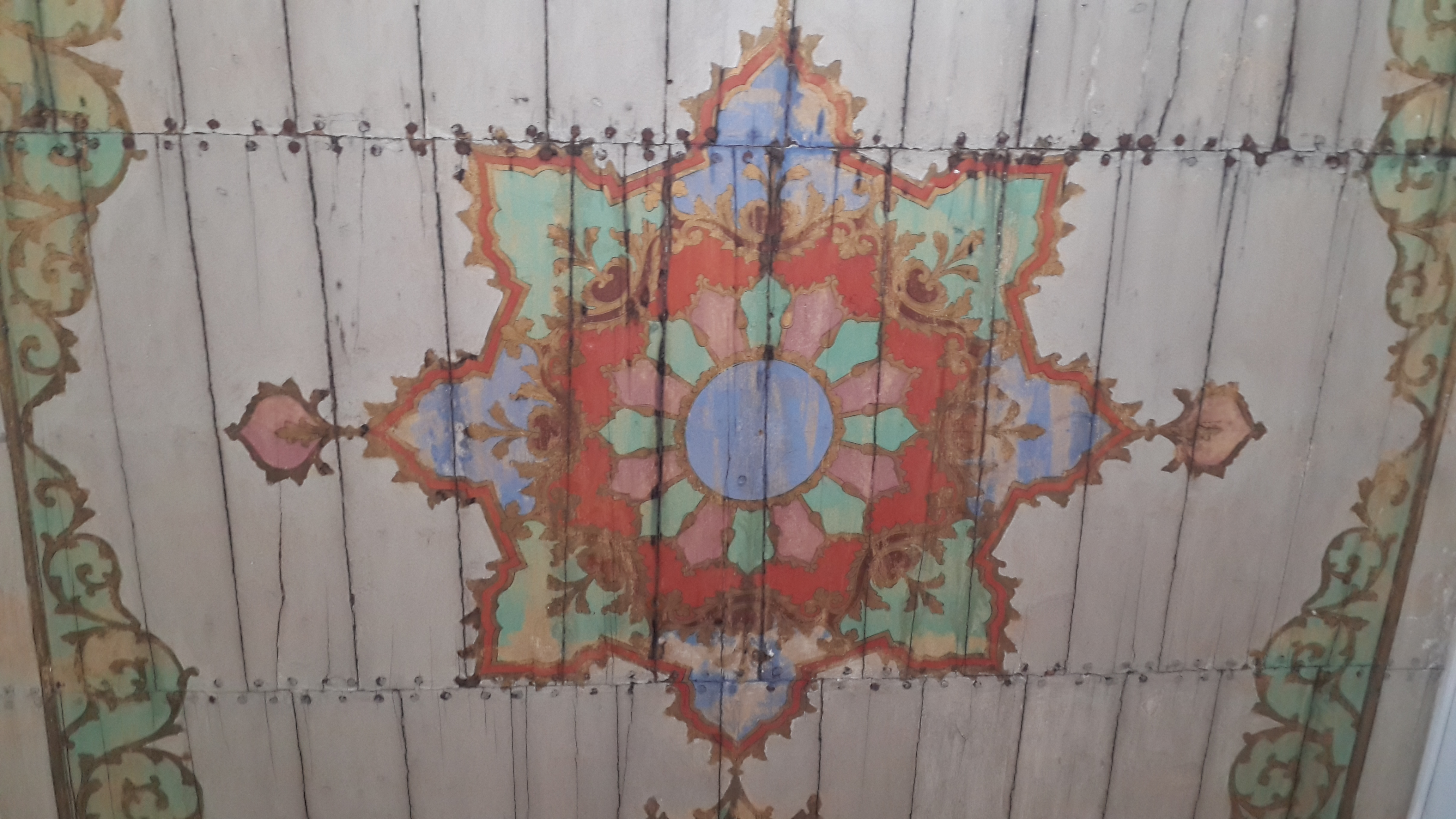
نارنجستان قوام
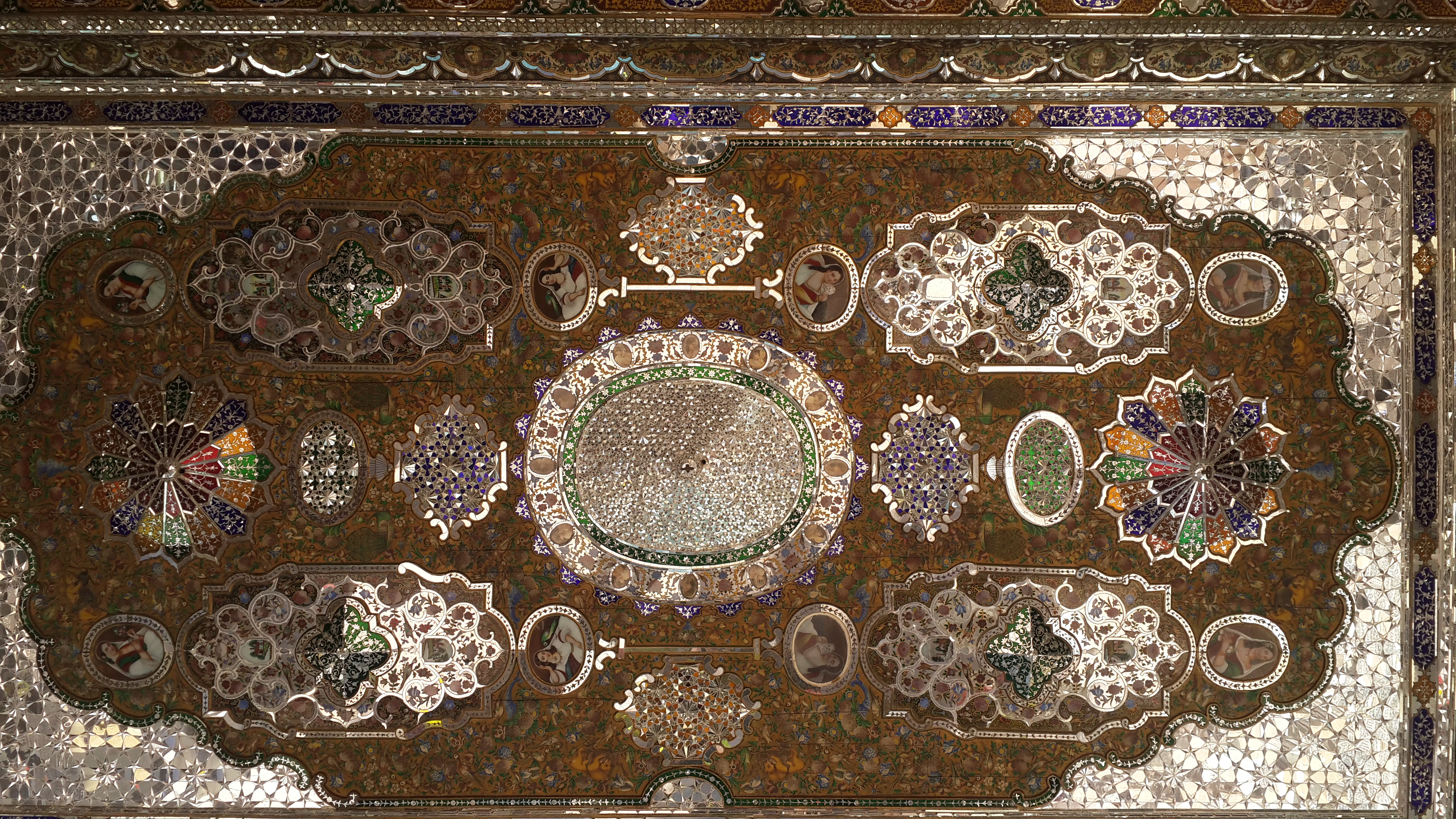
آینه کاری نارنجستان قوام
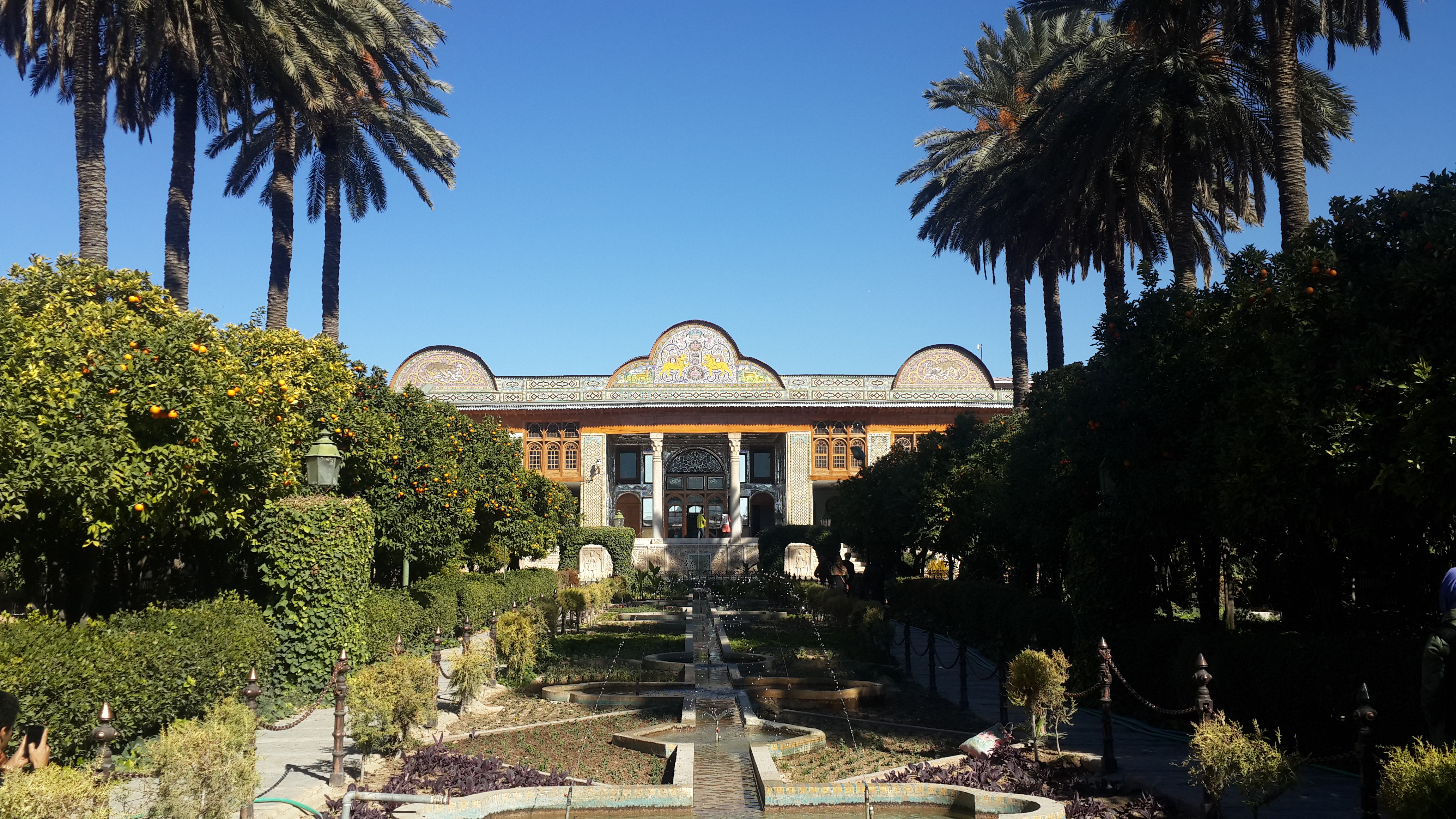
نارنجستان قوام
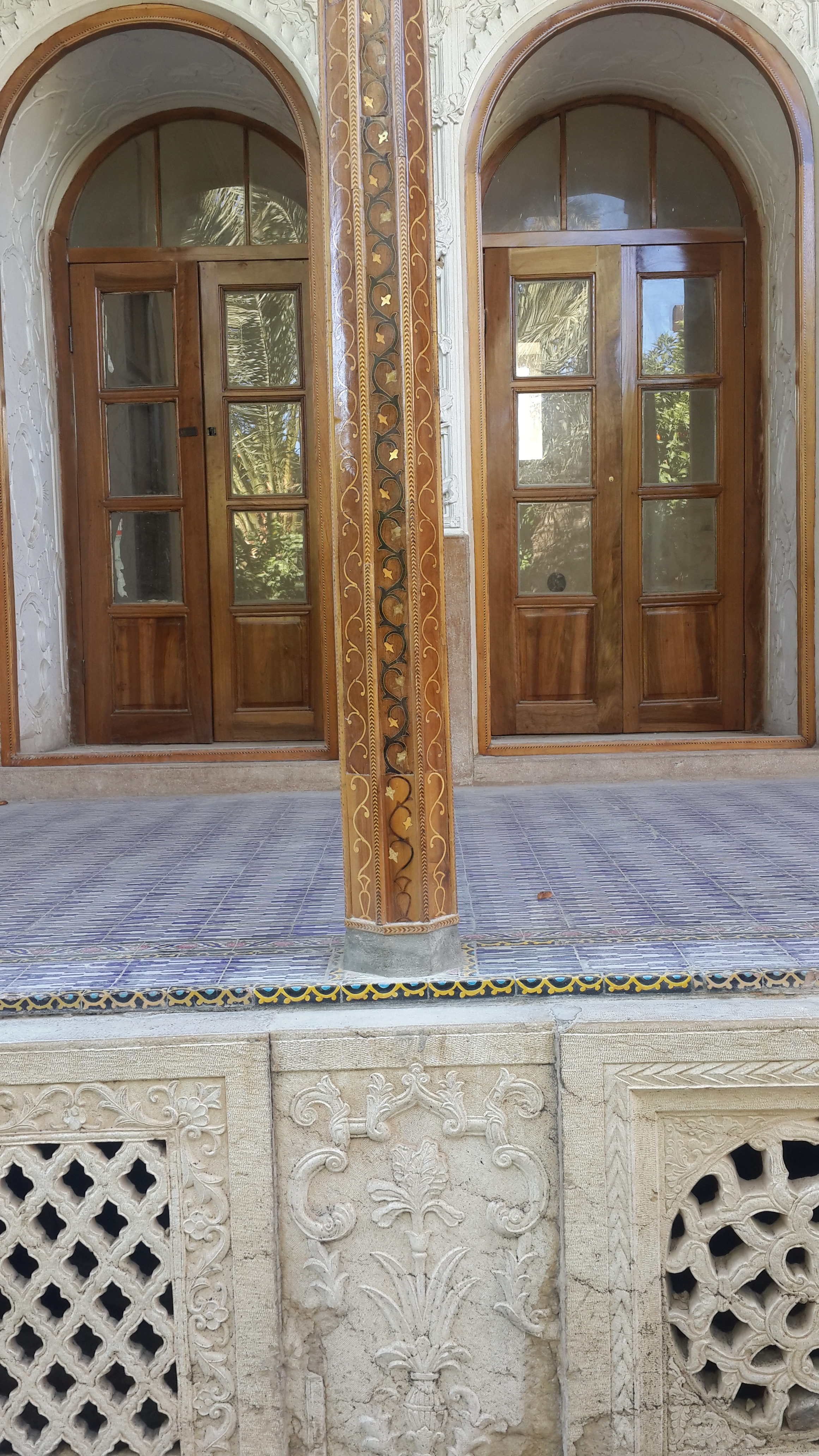
نارنجستان قوام
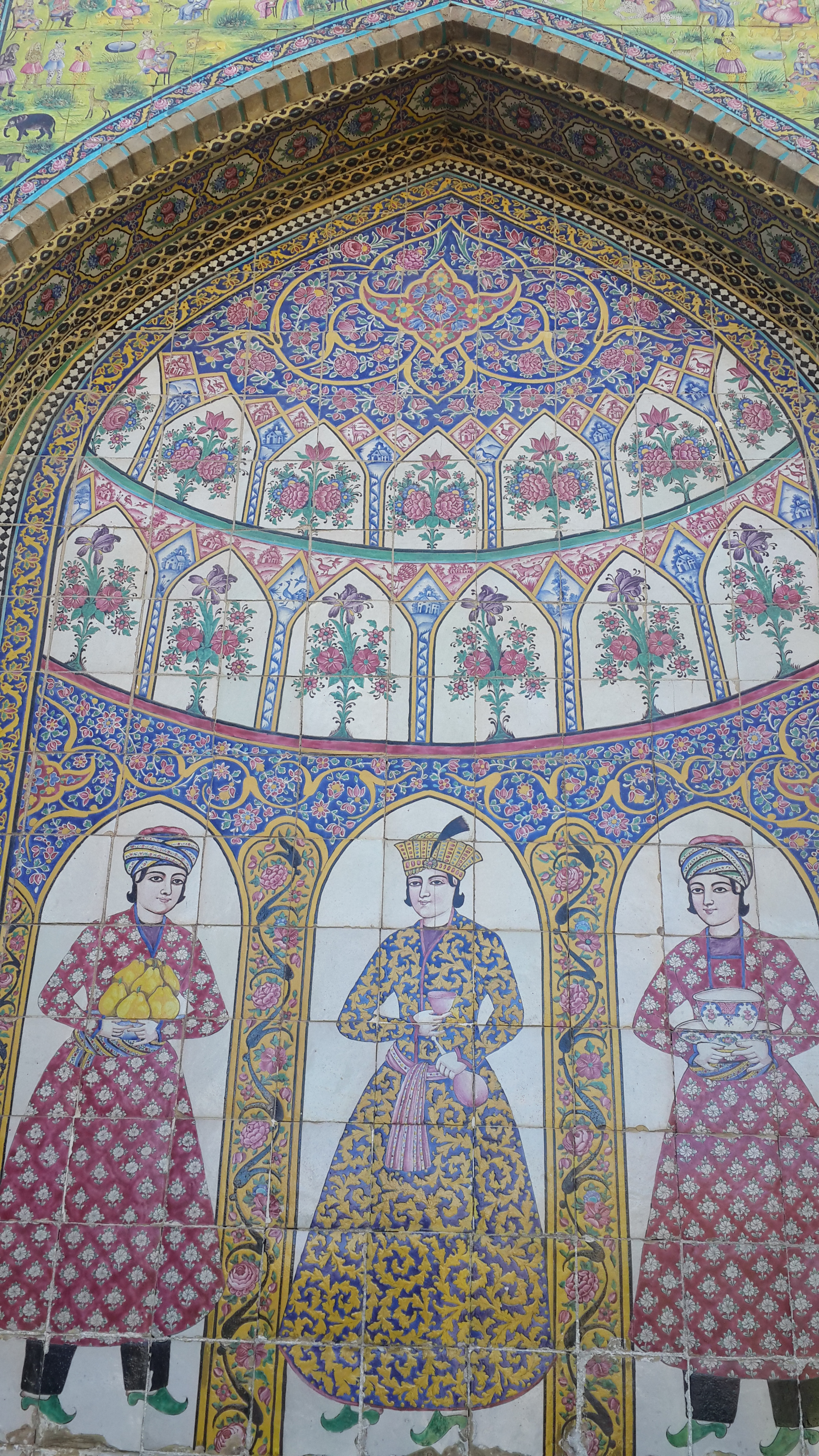
کاشی کاری نارنجستان قوام
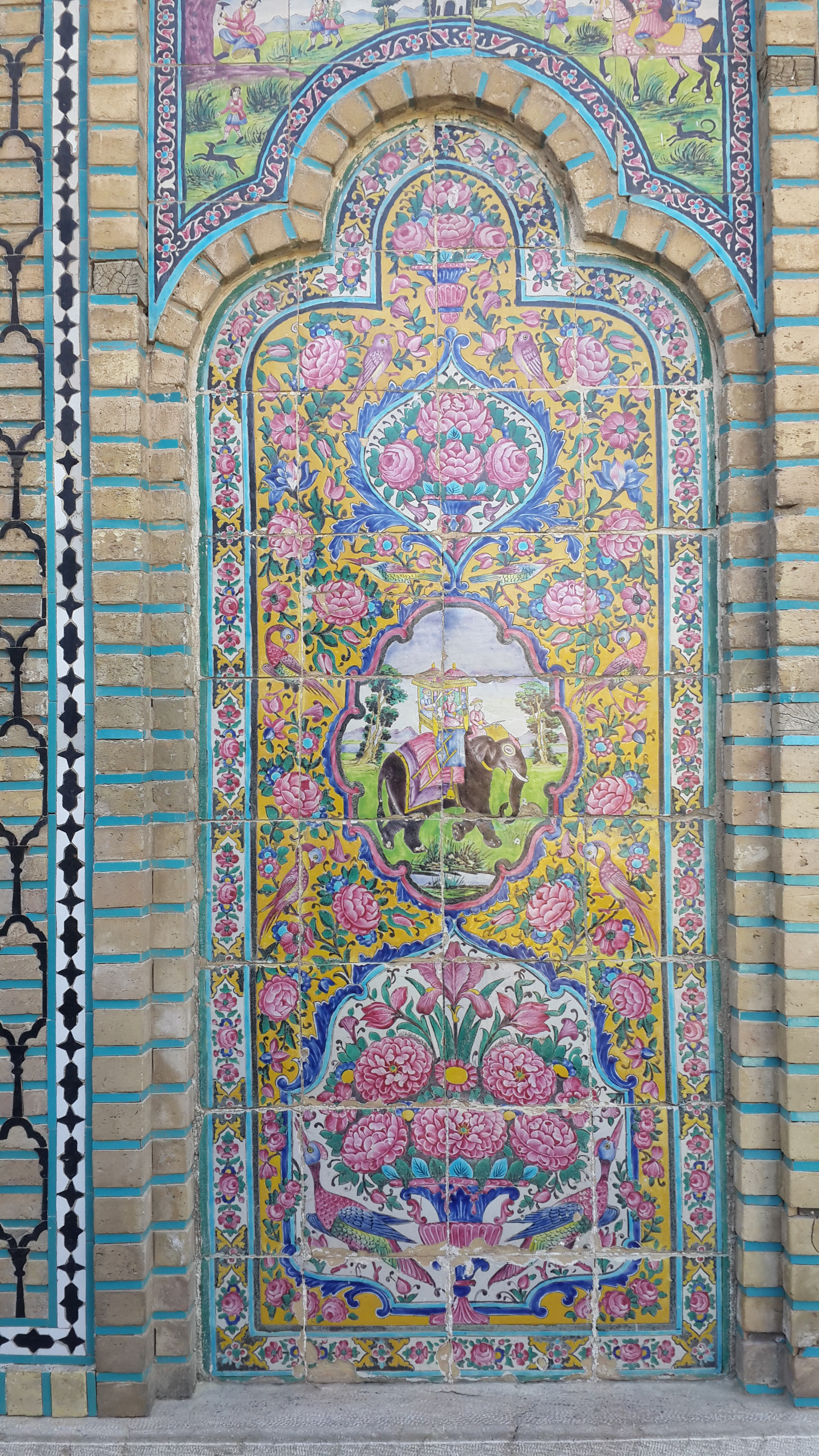
کاشی کاری نارنجستان قوام
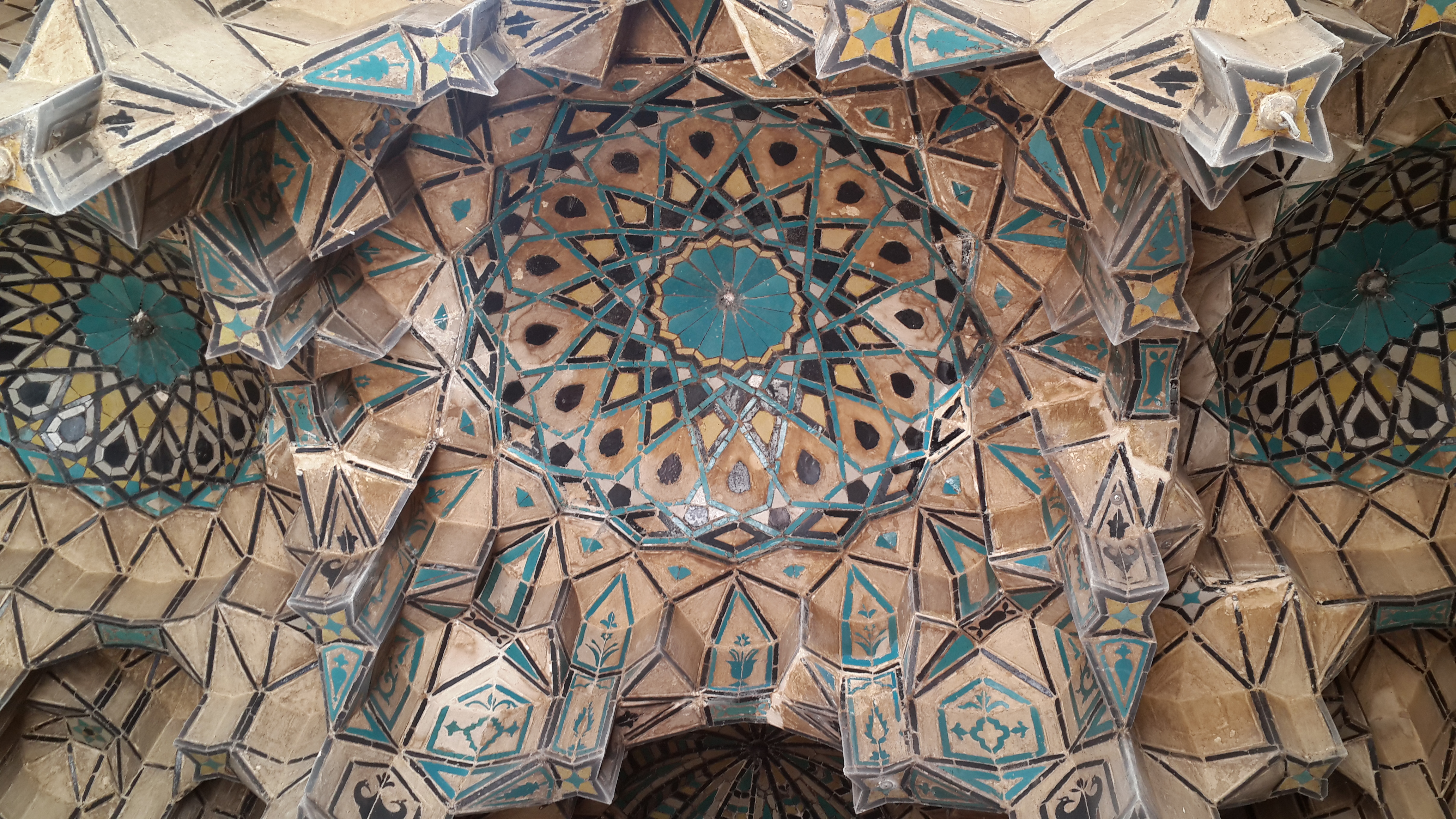
نارنجستان قوام
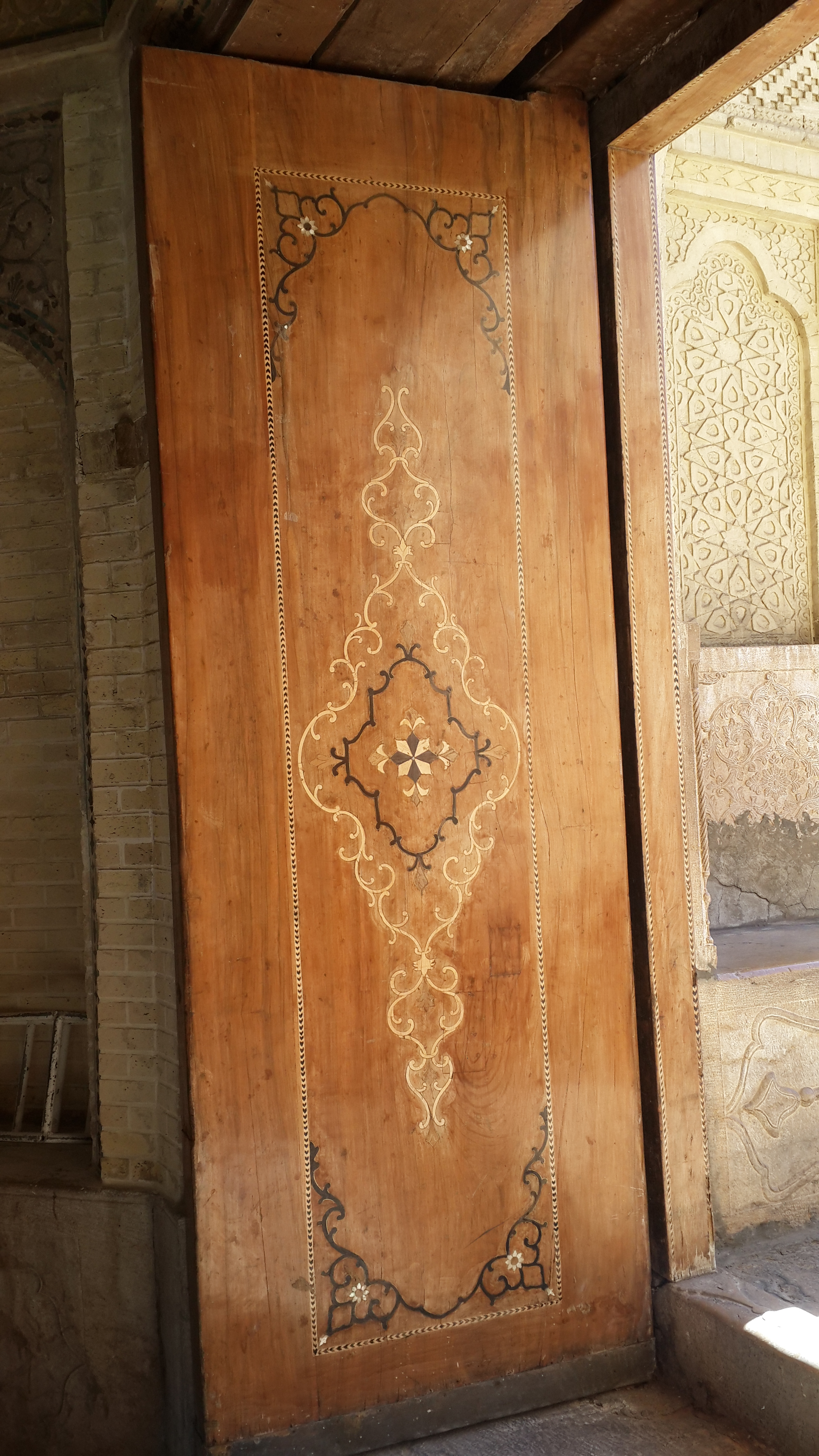
در ورودی نارنجستان قوام
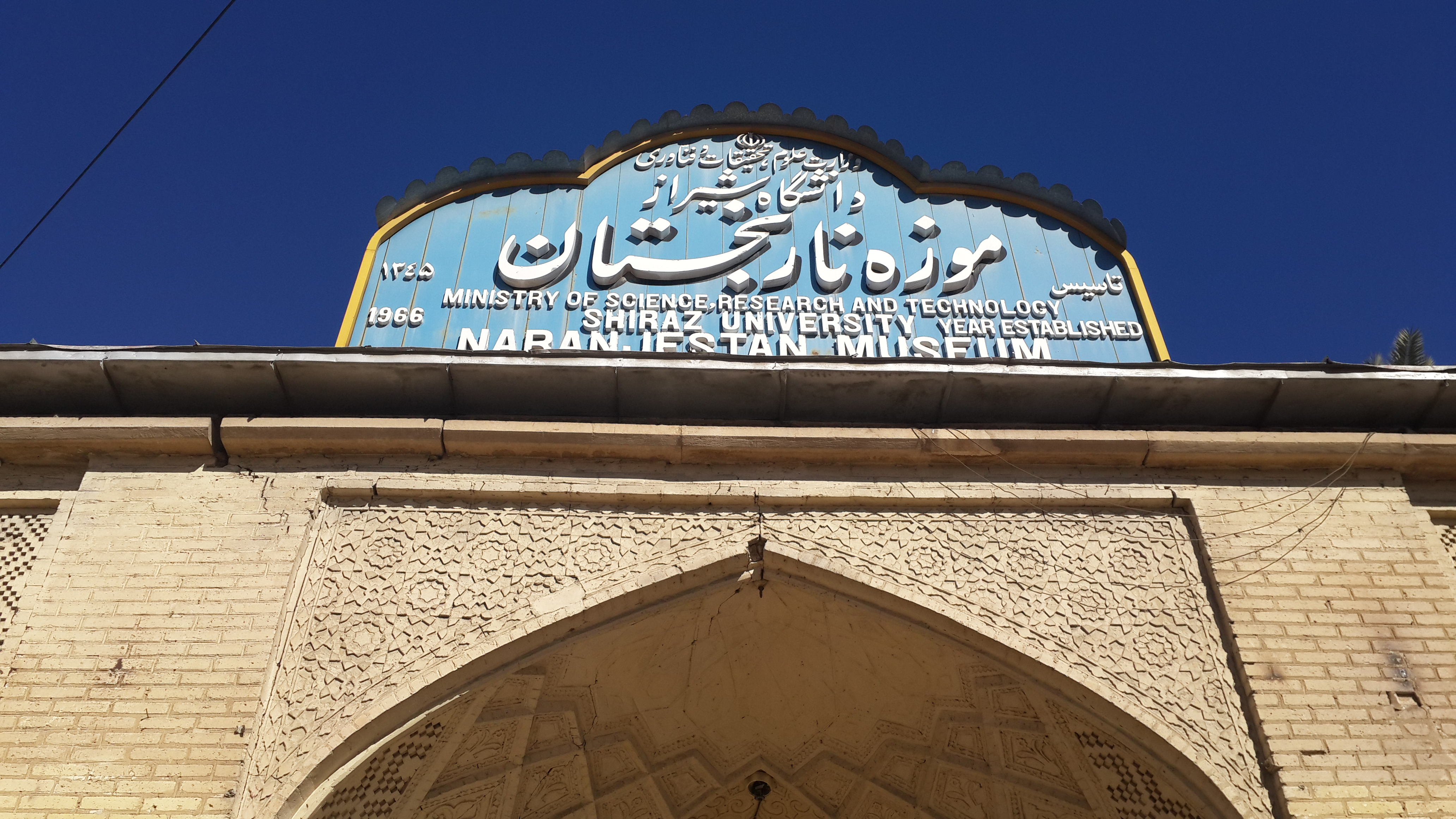
سر در ورودی نارنجستان قوام
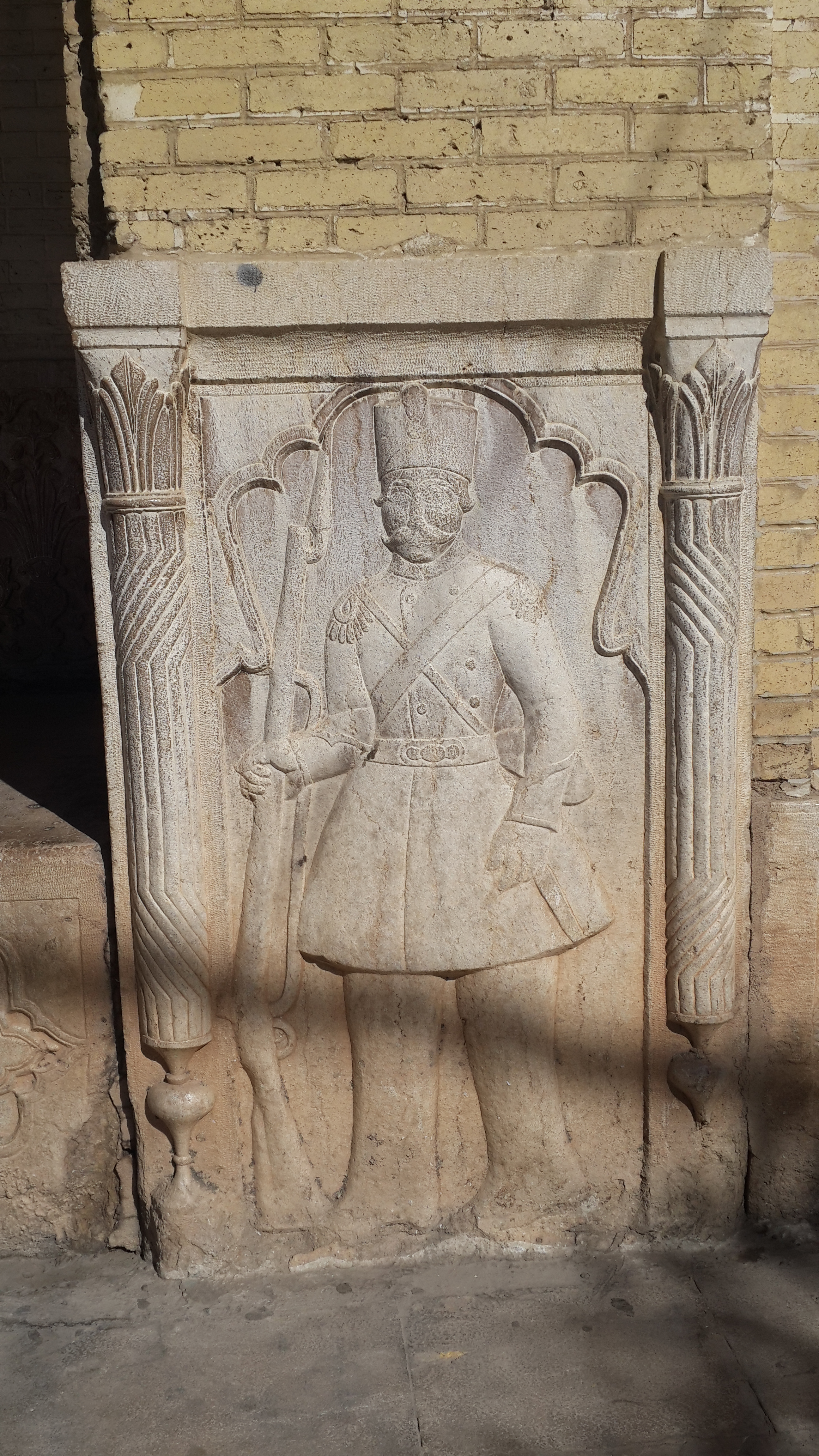
حجاری ورودی نارنجستان قوام
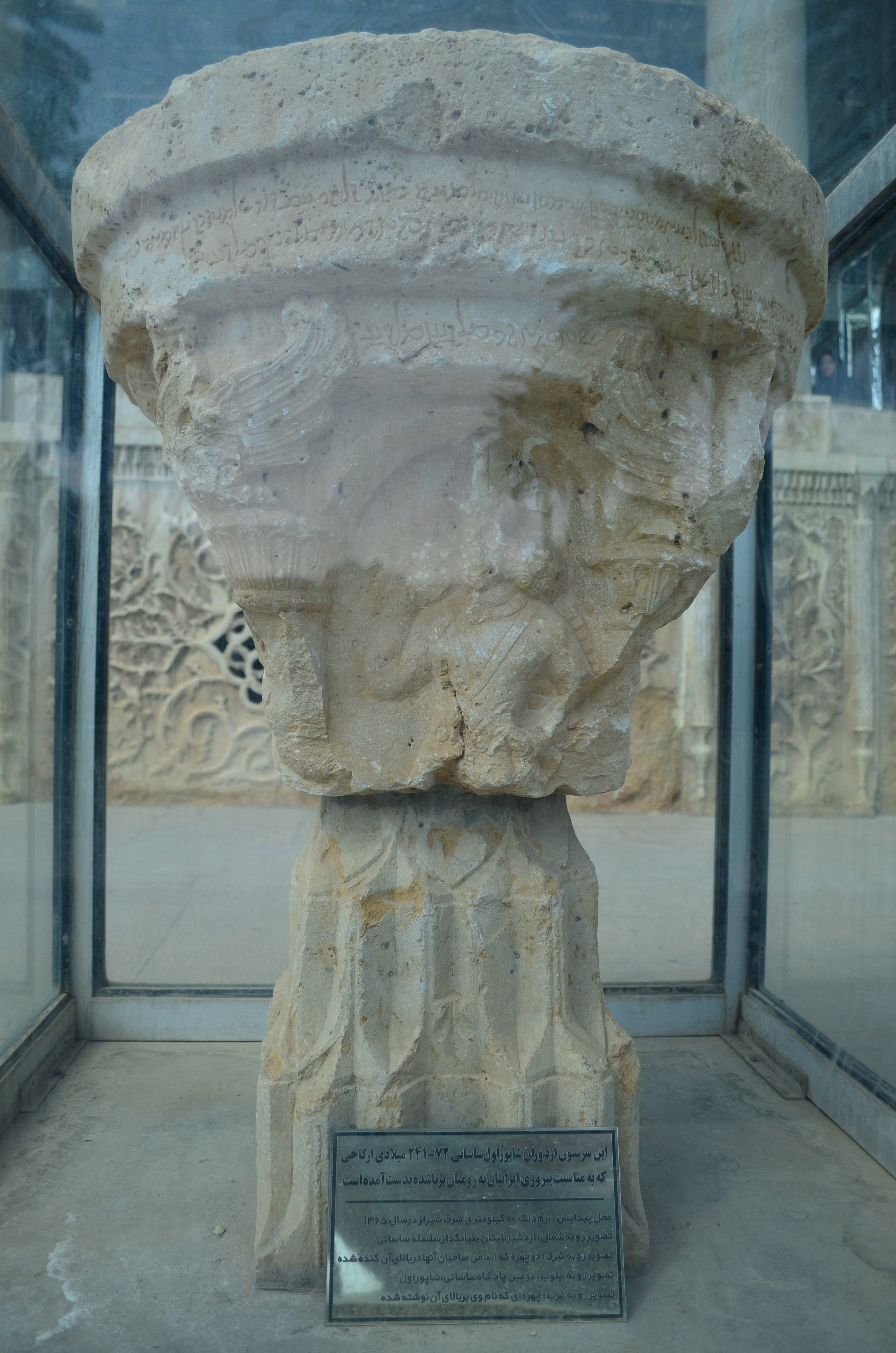
آتشدان و سنگ‌نوشته ابنون